# Liste der Kulturdenkmale in Klotzsche
Die Liste der Kulturdenkmale in Klotzsche umfasst sämtliche Kulturdenkmale der Dresdner Gemarkung Klotzsche. Die Anmerkungen sind zu beachten.
Diese Liste ist eine Teilliste der Liste der Kulturdenkmale in Dresden.

Diese Liste ist eine Teilliste der Liste der Kulturdenkmale in Sachsen.

## Legende
- Bild: Bild des Kulturdenkmals, ggf. zusätzlich mit einem Link zu weiteren Fotos des Kulturdenkmals im Medienarchiv Wikimedia Commons. Wenn man auf das Kamerasymbol klickt, können Fotos zu Kulturdenkmalen aus dieser Liste hochgeladen werden:
- Bezeichnung: Denkmalgeschützte Objekte und ggf. Bauwerksname des Kulturdenkmals
- Lage: Straßenname und Hausnummer oder Flurstücknummer des Kulturdenkmals. Die Grundsortierung der Liste erfolgt nach dieser Adresse. Der Link (Karte) führt zu verschiedenen Kartendiensten mit der Position des Kulturdenkmals. Fehlt dieser Link, wurden die Koordinaten noch nicht eingetragen. Sind diese bekannt, können sie über ein Tool mit einer Kartenansicht einfach nachgetragen werden. In dieser Kartenansicht sind Kulturdenkmale ohne Koordinaten mit einem roten bzw. orangen Marker dargestellt und können durch Verschieben auf die richtige Position in der Karte mit Koordinaten versehen werden. Kulturdenkmale ohne Bild sind an einem blauen bzw. roten Marker erkennbar.
- Datierung: Baubeginn, Fertigstellung, Datum der Erstnennung oder grobe zeitliche Einordnung entsprechend des Eintrags in der sächsischen Denkmaldatenbank
- Beschreibung: Kurzcharakteristik des Kulturdenkmals entsprechend des Eintrags in der sächsischen Denkmaldatenbank, ggf. ergänzt durch die dort nur selten veröffentlichten Erfassungstexte oder zusätzliche Informationen
- ID: Vom Landesamt für Denkmalpflege Sachsen vergebene, das Kulturdenkmal eindeutig identifizierende Objekt-Nummer. Der Link führt zum PDF-Denkmaldokument des Landesamtes für Denkmalpflege Sachsen. Bei ehemaligen Kulturdenkmalen können die Objektnummern unbekannt sein und deshalb fehlen bzw. die Links von aus der Datenbank entfernten Objektnummern ins Leere führen. Ein ggf. vorhandenes Icon  führt zu den Angaben des Kulturdenkmals bei Wikidata.

## Klotzsche
| Bild                                    | Bezeichnung | Lage                                         | Datierung                                                                                                 | Beschreibung | ID       |
| --------------------------------------- | --- | -------------------------------------------- | --- | --- | -------- |
|                                         | Mietvilla mit Einfriedung in Ecklage                                                                                        | Alexander-Herzen-Straße 1 (Karte)            | 1897–1898, nach Adressbuch (Mietvilla)                                                                    | historisierender Wohnbau aus dem späten 19. Jahrhundert, Putzfassade, Kopflage durch verbrochene Ecken mit Schmuckgiebeln, Mittelrisalit und Holzbalkonen betont, baugeschichtlich bedeutend, als Teil des einstigen Klotzsche-Königswald stadtentwicklungsgeschichtlich von Bedeutung. | 09217889 |
|                                         | Mietvilla mit Einfriedung                                                                                                   | Alexander-Herzen-Straße 6 (Karte)            | 1896 (Mietvilla)                                                                                          | zeittypischer Bau des ausgehenden 19. Jahrhunderts mit vergleichsweise wenig Fassadenschmuck, dabei die Drempelmalerei bemerkenswert, als für diese Zeit charakteristisches architektonisches Zeugnis baugeschichtlich bedeutend, im Zusammenhang mit der Kernbebauung der einstigen Sommerfrische Klotzsche-Königswald stadtentwicklungsgeschichtlich von Bedeutung, auch künstlerisch wertvoll, da es sich um ein noch vor 1900 entstandenes und eher untypisches Frühwerk des hier tätigen Jugendstilarchitekten Edmund Hacault († 1889) handelt. | 09217890 |
|                                         | Mietvilla mit Einfriedung                                                                                                   | Alexander-Herzen-Straße 8 (Karte)            | 1899 (Mietvilla)                                                                                          | Putzfassade belebt durch Fachwerkgiebel, Loggien, Balkon und Holzverschalung, bewegte hohe Dachform, bemerkenswerte Treppenhausausstattung, Beispiel der versachlichten Architektur um und kurz nach 1900, noch mit historisierenden Elementen, aber schon beeinflusst vom Heimatstil, baugeschichtlich von Bedeutung, zudem als Teil des Villenvorortes Klotzsche-Königswald stadtentwicklungsgeschichtlich bedeutend. | 09218162 |
|                                         | Villa mit Einfriedung | Alexander-Herzen-Straße 9 (Karte)            | 1907, nach Adressbuch (Villa)                                                                             | markanter Wohnbau der Architektur zwischen Historismus und Jugendstil, Putzfassade mit sparsamen Dekor und Zierfachwerk, auffällig die seitliche Loggia mit dekorativer Verglasung, baugeschichtlich bedeutend, zudem als Teil des Villenvorortes Klotzsche-Königswald stadtentwicklungsgeschichtlich von Bedeutung. | 09217891 |
|                                         | Villa mit Einfriedung | Alexander-Herzen-Straße 10 (Karte)           | 1908–1909 (Villa)                                                                                         | zeittypisches Gebäude der versachlichten Architektur oder des Reformstils nach 1900, auf Funktionalität bedachter schlichter, aber auch anspruchsvoll gestalteter Bau mit wenigen Gliederungselementen und sparsam eingesetztem, lediglich akzentuierendem Bauschmuck, Anwesen baugeschichtlich und als Teil des einstigen Klotzsche-Königswald auch stadtentwicklungsgeschichtlich bedeutend. | 09217892 |
|                                         | Villa mit Einfriedung | Alexander-Herzen-Straße 11 (Karte)           | 1898 (Villa)                                                                                              | repräsentativer Villenbau der Architektur zwischen Historismus und Jugendstil, Putzfassade geprägt von Zierfachwerk an Giebel und Loggia, auffällig der Treppenturmanbau, baugeschichtlich und künstlerisch bedeutend, zudem als Teil des Villenvorortes Klotzsche-Königswald stadtentwicklungsgeschichtlich von Bedeutung. | 09217893 |
|                                         | Villa Bird | Alexander-Herzen-Straße 12 (Karte)           | 1899 (Villa)                                                                                              | Villa mit Einfriedung; weitgehend bauzeitlich erhaltes, markantes Gebäude der versachlichten Architektur oder des Reformstils nach 1900, auf Funktionalität bedachter schlichter, aber auch anspruchsvoll gestalteter Bau mit wenigen Gliederungselementen und sparsam eingesetztem, lediglich akzentuierendem Bauschmuck, Anwesen baugeschichtlich und als Teil des einstigen Klotzsche-Königswald auch stadtentwicklungsgeschichtlich bedeutend, Ensemblewirkung mit Nachbargebäuden. | 09218156 |
|                                         | Villa Melusine | Alexander-Herzen-Straße 14 (Karte)           | 1899–1900 (Villa)                                                                                         | Villa mit Garage und Einfriedung; repräsentative Putzfassade mit Jugendstilornamentik und Zierfachwerk, baugeschichtlich und stadtentwicklungsgeschichtlich sowie künstlerisch bedeutend, Ensemblewirkung mit Nachbargebäuden. | 09218157 |
|                                         | Villa Brünnhilde | Alexander-Herzen-Straße 15 (Karte)           | bezeichnet 1902 (Villa)                                                                                   | Villa mit Portal und Einfriedung; zeittypischer Villenbau mit Gestaltungselementen des bewegten Jugendstils, auffällig der Seitenrisalit mit Zierfachwerk und Erker und der seitliche Treppenturm, Werk des lokal bedeutenden Architekten Edmund Hacault, Teil von Klotzsche-Königswald, baugeschichtlich und stadtentwicklungsgeschichtlich sowie künstlerisch bedeutend. | 09217894 |
|                                         | Mietvilla mit Einfriedung in Ecklage                                                                                        | Alexander-Herzen-Straße 16 (Karte)           | 1905 (Mietvilla)                                                                                          | Putzfassade belebt durch Fachwerkgiebel, bewegte hohe Dachform, Beispiel der versachlichten Architektur um und kurz nach 1900 mit Elementen des Jugend- und Heimatstils, baugeschichtlich von Bedeutung, zudem als Teil des Villenvorortes Klotzsche-Königswald stadtentwicklungsgeschichtlich bedeutend. | 09217895 |
|                                         | Mietvilla mit Einfriedung                                                                                                   | Alexander-Herzen-Straße 18 (Karte)           | 1911–1912, nach Adressbuch (Mietvilla)                                                                    | weitgehend bauzeitlich erhaltes, markantes Gebäude im Reformstils um 1910, auf Funktionalität bedachter schlichter, aber auch anspruchsvoll gestalteter Bau mit wenigen Gliederungselementen und sparsam eingesetztem, lediglich akzentuierendem Bauschmuck, dominierendes hohes Dach, Anwesen baugeschichtlich und als Teil des einstigen Klotzsche-Königswald auch stadtentwicklungsgeschichtlich bedeutend, Ensemblewirkung mit Nachbargebäuden. | 09217896 |
|                                         | Mietvilla mit Teilen der Einfriedung                                                                                        | Alexander-Herzen-Straße 24 (Karte)           | 1906 (Mietvilla)                                                                                          | repräsentatives, weitgehend ursprünglich erhaltes Gebäude der versachlichten Architektur oder des Reformstils nach 1900, auf Funktionalität bedachter schlichter, aber auch anspruchsvoll gestalteter Bau mit dominierendem Mansardwalmdach, Ansicht geprägt von Giebel mit Verschindelung und Holzloggia, Anwesen baugeschichtlich und als Teil des einstigen Klotzsche-Königswald auch stadtentwicklungsgeschichtlich bedeutend, Ensemblewirkung mit Nachbargebäuden. | 09217897 |
|                                         | Mietvilla mit Einfriedung                                                                                                   | Alexander-Herzen-Straße 27 (Karte)           | 1911–1912 (Mietvilla)                                                                                     | zeittypischer Villenbau im Reformstils um 1910, auf Funktionalität bedachter schlichter, aber auch anspruchsvoll gestalteter Bau mit wenigen Gliederungselementen und sparsam eingesetztem, lediglich akzentuierendem Bauschmuck, Putzfassade mit Natursteinsockelzone, Ansicht geprägt von Standerker und Ziergiebel, Anwesen baugeschichtlich und als Teil des einstigen Klotzsche-Königswald auch stadtentwicklungsgeschichtlich bedeutend, Ensemblewirkung mit Nachbargebäuden. | 09217898 |
|                                         | Mietvilla | Alexander-Herzen-Straße 29 (Karte)           | 1904–1905, nach Adressbuch (Mietvilla)                                                                    | markantes Gebäude orientiert am Englischen Landhausstil, Putzfassade mit Natursteinsockelzone, geprägt von Zierfachwerk mit Jugendstilanklängen, markantes hohes Dach, Holzloggia und Erker, Anwesen baugeschichtlich und künstlerisch, als Teil des einstigen Klotzsche-Königswald auch stadtentwicklungsgeschichtlich bedeutend. Ensemblewirkung mit Nachbargebäuden und Beispiel für die Reformarchitektur, wobei sich der entwerfende Architekt vor allem am Vorbild des Englischen Landhausstils orientierte, daher von baugeschichtlicher Bedeutung. | 09217899 |
|                                         | Mietvilla mit Teilen der Einfriedung in Ecklage                                                                             | Alexander-Herzen-Straße 31 (Karte)           | 1905 (Mietvilla)                                                                                          | repräsentativer Villenbau vom Anfang des 20. Jahrhunderts mit Heimat- und Jugendstilelementen, Ansicht dominiert von Zierfachwerk und Bereichen mit dekorativer Verschindelung, markantes hohes Dach, Ecklage durch Turmanbau betont, Anwesen baugeschichtlich und künstlerisch, als Teil des einstigen Klotzsche-Königswald auch stadtentwicklungsgeschichtlich bedeutend, Ensemblewirkung mit Nachbargebäuden. | 09217900 |
|                                         | Wohnhaus eines Gehöfts | Altklotzsche 47 (Karte)                      | 1. Hälfte 19. Jh. (Wohnhaus)                                                                              | charakteristischer ländlicher Bau in traditioneller Gestalt, mit Satteldach, zugewandter Giebel holzverkleidet, Obergeschoss hof- und rückseitig mit zweiriegeligem Fachwerk, als Teil eines in seiner Struktur erhaltenen Dresdner Straßenangerdorfes und als Beispiel der ländlichen Architektur und Volksbauweise seiner Zeit baugeschichtlich und ortsgeschichtlich von Bedeutung. | 09218347 |
|                                         | Bauernhaus in offener Bebauung                                                                                              | Altklotzsche 48 (Karte)                      | 1. Hälfte 19. Jh. (Bauernhaus)                                                                            | ländlicher Bau in traditioneller Gestalt mit Satteldach, gekoppeltes Giebelfenster, als Teil eines in seiner Struktur erhaltenen Dresdner Straßenangerdorfes und als Beispiel der ländlichen Architektur und Volksbauweise seiner Zeit baugeschichtlich und ortsgeschichtlich von Bedeutung. | 09218346 |
|                                         | Wohnstallhaus eines ehem. Bauernhofes                                                                                       | Altklotzsche 51 (Karte)                      | 1. Hälfte 19. Jh. (Wohnstallhaus)                                                                         | Beispiel eines im Inneren und Äußeren selten gewordenen noch weitgehend authentisch erhaltenen Bauernhauses, mit Satteldach, holzverschalter Giebel, Obergeschoss straßen- und rückseitig mit zweiriegeligem Fachwerk, als Teil eines in seiner Struktur erhaltenen Dresdner Straßenangerdorfes und als Beispiel der ländlichen Architektur und Volksbauweise seiner Zeit baugeschichtlich und ortsgeschichtlich von Bedeutung. | 09217901 |
|                                         | Wohnstallhaus mit Anbau, Stallgebäude und Scheune eines Vierseithofes                                                       | Altklotzsche 53 (Karte)                      | bezeichnet 1854 (Wohnstallhaus), bezeichnet 1850 (Stall)                                                  | das zur Bäckerei ausgebaute Wohnstallhaus mit verputztem Fachwerk im Obergeschoss, zugewandte Giebelseite mit Werbung für ehemalige Bäckerei, Stallgebäude giebelseitig mit gekoppelten Rundbogenfenstern, Anlage in ihrer heutigen Form aus der Mitte des 19. Jahrhunderts, als Teil eines in seiner Struktur erhaltenen Dresdner Straßenangerdorfes und als Beispiel der ländlichen Architektur und Volksbauweise seiner Zeit baugeschichtlich und ortsgeschichtlich von Bedeutung. | 09217902 |
|                                         | Wohnstallhaus, Toreinfahrt und Einfriedung eines ehem. Dreiseithofes                                                        | Altklotzsche 57 (Karte)                      | Anfang 19. Jh. (Wohnstallhaus)                                                                            | bemerkenswerter ländlicher Bau mit Satteldach, zugewandter Giebel Fachwerk, rückwärtig Anbau, Obergeschoss hof- und rückseitig mit zweiriegeligem Fachwerk, als Teil eines in seiner Struktur erhaltenen Dresdner Straßenangerdorfes und als Beispiel der ländlichen Architektur und Volksbauweise seiner Zeit baugeschichtlich und ortsgeschichtlich von Bedeutung. | 09217903 |
|                                         | Häuslerhaus mit Einfriedung                                                                                                 | Altklotzsche 59 (Karte)                      | 1. Hälfte 19. Jh. (Häusleranwesen)                                                                        | als Teil eines in seiner Struktur erhaltenen Dresdner Straßenangerdorfes und als Beispiel der ländlichen Architektur seiner Zeit baugeschichtlich und ortsgeschichtlich von Bedeutung, bildet zudem unverwechselbare Gebäudegruppe mit den benachbarten Häusern Altklotzsche 57 und 61, dem Spritzenhaus und der Kirche. | 09218149 |
|                                         | Wohnstallhaus eines ehemaligen Bauernhofes                                                                                  | Altklotzsche 60 (Karte)                      | 1864 erneuert (Wohnstallhaus)                                                                             | charakteristischer ländlicher Bau in traditioneller Gestalt mit teilweise holzverschaltem Fachwerk im Obergeschoss und Satteldach, als Teil eines in seiner Struktur erhaltenen Dresdner Straßenangerdorfes und als Beispiel der ländlichen Architektur und Volksbauweise seiner Zeit baugeschichtlich und ortsgeschichtlich von Bedeutung. | 09217904 |
|                                         | Wohnhaus mit Syeniteinfriedung                                                                                              | Altklotzsche 61 (Karte)                      | 1830 (Bauernhaus)                                                                                         | vor dem Zweiten Weltkrieg Wohnung eines Kirchenangestellten, Obergeschoss hofseitig und zugewandter Giebel Fachwerk, abgewandter Giebel und Rückseite holzverschalt, als Teil eines in seiner Struktur erhaltenen Dresdner Straßenangerdorfes und als Beispiel der ländlichen Architektur und Volksbauweise seiner Zeit baugeschichtlich und ortsgeschichtlich von Bedeutung, bildet unverwechselbare Gebäudegruppe mit den benachbarten Häusern Altklotzsche 57 und 59, dem Spritzenhaus und der Kirche. | 09217905 |
|                                         | Wohnstallhaus eines ehemaligen Bauernhofes                                                                                  | Altklotzsche 62 (Karte)                      | bezeichnet 1869 (Wohnstallhaus)                                                                           | charakteristisches massives Bauernhaus aus der zweiten Hälfte des 19. Jahrhunderts, mit Satteldach und axialer Fenstergliederung, Zwillingsfenster im zugewandten Giebel, als Teil eines in seiner Struktur erhaltenen Dresdner Straßenangerdorfes und als Beispiel der ländlichen Architektur seiner Zeit baugeschichtlich und ortsgeschichtlich von Bedeutung. | 09217906 |
|                                         | Alte Schule Klotzsche | Altklotzsche 63 (Karte)                      | bezeichnet 1840 (Schule)                                                                                  | Schulgebäude; heute als Wohnhaus genutzt, mit Inschrifttafel, als Teil eines in seiner Struktur erhaltenen Dresdner Straßenangerdorfes und als Beispiel der ländlichen Architektur seiner Zeit baugeschichtlich von Bedeutung, als ältestes Schulgebäude von Klotzsche zudem ortsgeschichtlich bedeutend. | 09217982 |
| Weitere Bilder                          | Sachgesamtheit Alte Kirche Klotzsche; Kirchhof Altklotzsche                                                                 | Altklotzsche 63a (Karte)                     | 1810/1811 (Kirchhof)                                                                                      | Sachgesamtheit Kirchhof Altklotzsche mit folgenden Einzeldenkmalen: Kirche, Grabmäler, Syeniteinfriedung, zwei Zugänge und Treppe vor dem Haupteingang (Einzeldenkmal ID-Nr. 09218166) sowie der Fläche des Kirchhofes als Sachgesamtheitsteil, Anlage baugeschichtlich, künstlerisch, ortsgeschichtlich und städtebaulich bedeutend. | 09304286 |
| Weitere Bilder                          | Alte Kirche Klotzsche; Kirchhof Altklotzsche (Einzeldenkmale zu ID-Nr. 09304286)                                            | Altklotzsche 63a (Karte)                     | 1810–1811 (Kirche), um 1515 (Einzelfigur), 1810–1811 (Kanzelaltar), 1800 (Kruzifix), 1906 (Orgelprospekt) | Einzeldenkmale der o. g. Sachgesamtheit: Kirche mit Ausstattung, Grabmäler, Syeniteinfriedung, in Mauer eingebautes Steinkreuz, zwei Zugänge und Treppe vor dem Haupteingang; schlichter Saalbau mit Vorhalle, Sakristeianbau und Dachreiter, dazu Ausstattung, Zeugnis ländlicher Kirchenbaukunst, Kirchhof einer der malerischsten der Stadt, Anlage zudem unverwechselbares Ensemble mit Spritzenhaus und benachbarten Fachwerkhäusern, baugeschichtlich, künstlerisch, ortsgeschichtlich und städtebaulich bedeutend. | 09218166 |
|                                         | Spritzenhaus | Altklotzsche 65 (neben) (Karte)              | 1. Hälfte 19. Jh. (Spritzenhaus)                                                                          | Bruchsteinbau mit Satteldach und Fachwerkgiebel, baugeschichtlich und ortsgeschichtlich bedeutend, zudem unverwechselbares Ensemble mit Kirche und benachbarten Fachwerkhäusern, d. h. ortsbildprägend von Bedeutung. | 09218167 |
|                                         | Wohnstallhaus eines Bauernhofes                                                                                             | Altklotzsche 67 (Karte)                      | 19. Jh. (Wohnstallhaus)                                                                                   | ländlicher Bau in traditioneller Gestalt mit Satteldach, als Teil eines in seiner Struktur erhaltenen Dresdner Straßenangerdorfes und als Beispiel der ländlichen Architektur und Volksbauweise seiner Zeit baugeschichtlich und ortsgeschichtlich von Bedeutung. | 09217907 |
|                                         | Wohnstallhaus eines Bauernhofes                                                                                             | Altklotzsche 69 (Karte)                      | 19. Jh. (Wohnstallhaus)                                                                                   | zeittypisches Bauernhaus mit Fachwerk im Obergeschoss und Satteldach, als Teil eines in seiner Struktur erhaltenen Dresdner Straßenangerdorfes und als Beispiel der ländlichen Architektur und Volksbauweise seiner Zeit baugeschichtlich und ortsgeschichtlich von Bedeutung. | 09217908 |
|                                         | Wohnhaus und Torbogen, dazu Ausstattung in der Geschäftsstelle der Gartenstadtgesellschaft                                  | Altklotzsche 75 (Karte)                      | 19. Jh. (Wohnhaus)                                                                                        | bauliche Anlage charakteristische Zeugnisse ländlicher Architektur ihrer Zeit, baugeschichtlich und stadtentwicklungsgeschichtlich bedeutend, Möbel kunsthistorisch und künstlerisch von Belang. | 09217909 |
|                                         | Wohnstallhaus und Seitengebäude eines Bauernhofes                                                                           | Altklotzsche 80 (Karte)                      | um 1840 (Wohnstallhaus)                                                                                   | ländliche Bauten in traditioneller Gestalt, Hauptgebäude mit Fachwerk im Obergeschoss und Satteldach, als Teil eines in seiner Struktur erhaltenen Dresdner Straßenangerdorfes und als Beispiel der ländlichen Architektur seiner Zeit baugeschichtlich und ortsgeschichtlich von Bedeutung. | 09217910 |
|                                         | Wohnstallhaus und Scheune eines Bauernhofes                                                                                 | Altklotzsche 81 (Karte)                      | 2. Hälfte 19. Jh. (Wohnstallhaus)                                                                         | charakteristische Hofanlage, zugewandter Giebel des Hauptgebäudes mit Drillingsfenster, Anlage als Teil eines in seiner Struktur erhaltenen Dresdner Straßenangerdorfes und als Beispiel der ländlichen Architektur seiner Zeit baugeschichtlich und ortsgeschichtlich von Bedeutung. | 09217911 |
|                                         | Wohnhaus eines Häusleranwesens                                                                                              | Altklotzsche 85 (Karte)                      | 19. Jh. (Wohnhaus)                                                                                        | charakteristischer ländlicher Bau in traditioneller Gestalt mit Satteldach, hofseitig zweiriegeliges Fachwerk im Obergeschoss, zugewandter Giebel holzverschalt, als Teil eines in seiner Struktur erhaltenen Dresdner Straßenangerdorfes und als Beispiel der ländlichen Architektur und Volksbauweise seiner Zeit baugeschichtlich und ortsgeschichtlich von Bedeutung. | 09217912 |
|                                         | Wohnstallhaus eines Häusleranwesens/Gehöftes                                                                                | Altklotzsche 89 (Karte)                      | 19. Jh. (Wohnstallhaus)                                                                                   | Fachwerk im Obergeschoss, auffällig die Streben, typischer ländlicher Bau seiner Zeit, Teil des alten Dorfkerns, baugeschichtlich und ortsgeschichtlich bedeutend. | 09217913 |
|                                         | Sachgesamtheit Neuer Friedhof Klotzsche mit mehreren Einzeldenkmalen                                                        | Am Friedhof 6 (Karte)                        | 1931–1932 (Friedhof)                                                                                      | Sachgesamtheit Neuer Friedhof Klotzsche mit folgenden Einzeldenkmalen: Feierhalle, Nebengebäude, denkmalwerte Grabstätten und Einfriedungsmauer mit Eingangstoren (Einzeldenkmalliste ID-Nr. 09218155) einschließlich Zaunsanlage (Sachgesamtheitsteil) und Friedhofsgestaltung (Gartendenkmal); Friedhof in seiner gewachsenen funktionellen und gestalterischen Einheit mit Feierhalle, Nebengebäude einschließlich Wirtschaftshof und Vorgarten, denkmalwerten Grabstätten, Brunnen, gliederndem Wegesystem mit zentralem Halbrund, Freitreppen und Trockenmauern, Granitsteinfreiflächen, struktur- und raumbildender Hecken- und Gehölzbepflanzung mit vier rotblühenden Kastanien im Eingangsbereich sowie Einfriedungsmauer einschließlich Zaunsanlage mit Eingangstoren, eine der gestalterisch eigenwilligsten Anlagen von Dresden, baugeschichtlich, gartenkünstlerisch, ortsgeschichtlich und personengeschichtlich bedeutend. | 09305882 |
|                                         | Neuer Friedhof Klotzsche: Feierhalle, Nebengebäude, denkmalwerte Grabstätten (Einzeldenkmale zu ID-Nr. 09305882)            | Am Friedhof 6 (Karte)                        | 1931–1932 und bezeichnet 1931 (Friedhof)                                                                  | Einzeldenkmale der Sachgesamtheit Neuer Friedhof Klotzsche: Feierhalle, Nebengebäude, denkmalwerte Grabstätten und Einfriedungsmauer mit Eingangstoren, einschl. Zaunsanlage (Sachgesamtheitsteil); eine der gestalterisch eigenwilligsten Anlagen von Dresden, angelegt von Gartenarchitekt Wilhelm Röhnick und Stadtbaumeister Dutschke; baugeschichtlich, gartenkünstlerisch, ortsgeschichtlich und personengeschichtlich bedeutend. | 09218155 |
|                                         | Wohn- und Geschäftshaus in offener Bebauung                                                                                 | Am Hellerrand 2 (Karte)                      | um 1910 (Wohn- und Geschäftshaus)                                                                         | zeittypischer Wohnbau mit Putzfassade, Reformstilarchitektur um 1910, geprägt von hohem Mansardwalmdach, Ansicht bestimmt von Mittelrisalit mit sparsamen Dekor, baugeschichtlich und stadtentwicklungsgeschichtlich bedeutend. | 09217914 |
|                                         | Sachgesamtheit Alter Friedhof Klotzsche mit mehreren Einzeldenkmalen                                                        | Am Hellerrand 2a (Karte)                     | 1886 (Friedhof)                                                                                           | Sachgesamtheit Alter Friedhof Klotzsche mit folgenden Einzeldenkmalen: Kapelle im Jugendstil, Leichenhalle, denkmalwerte Grabstätten sowie Einfriedungsmauer einschließlich Toranlage und Holztor, mit gliederndem Wegesystem, struktur- und raumbildender Alleenbepflanzung, Blickbeziehungen auf Hellerau und zum Wasserturm Klotzsche (Einzeldenkmalliste ID-Nr. 09218165); Friedhof in seiner gewachsenen funktionellen und gestalterischen Einheit baugeschichtlich, ortsgeschichtlich und personengeschichtlich sowie künstlerisch bedeutend. | 09306685 |
|                                         | Alter Friedhof Klotzsche: Kapelle im Jugendstil, Leichenhalle, denkmalwerte Grabstätten (Einzeldenkmale zu ID-Nr. 09306685) | Am Hellerrand 2a (Karte)                     | 1901 (Friedhofskapelle), bezeichnet 1912 (Friedhofsportal)                                                | Einzeldenkmale der Sachgesamtheit Alter Friedhof Klotzsche: Kapelle im Jugendstil, Leichenhalle, denkmalwerte Grabstätten sowie Einfriedungsmauer einschließlich Toranlage und Holztor, mit gliederndem Wegesystem, struktur- und raumbildender Alleenbepflanzung, Blickbeziehungen auf Hellerau und zum Wasserturm Klotzsche; Friedhof in seiner gewachsenen funktionellen und gestalterischen Einheit baugeschichtlich, ortsgeschichtlich und personengeschichtlich sowie künstlerisch bedeutend. | 09218165 |
|                                         | Mietvilla | Am Hellerrand 8 (Karte)                      | 1913 (Mietvilla)                                                                                          | zeittypisch schlichter Wohnbau, Putzfassade, mit Elementen der Reformstilarchitektur um 1910 wie hohes, bestimmendes Mansardwalmdach, baugeschichtlich und stadtentwicklungsgeschichtlich bedeutend. | 09217915 |
|                                         | Wohnhaus | Am Hellerrand 31 (Karte)                     | vor 1913 (Mehrfamilienwohnhaus)                                                                           | Teil einer Kleinwohnungskolonie der Baugenossenschaft Klotzsche-Königswald an der Ecke Am Hellerrand und Hendrichstraße, charakteristisches Kleinwohnungs- und Siedlungshaus um 1910, baugeschichtlich bedeutend (siehe auch Am Hellerrand 33–43 und Hendrichstraße 2–8). | 09218152 |
|                                         | Reihenhaus | Am Hellerrand 33; 35; 37; 39; 41; 43 (Karte) | vor 1913 (Reihenhaus)                                                                                     | Teil einer Kleinwohnungskolonie der Baugenossenschaft Klotzsche-Königswald an der Ecke Am Hellerrand und Hendrichstraße, charakteristisches Kleinwohnungs- und Siedlungshaus um 1910, baugeschichtlich bedeutend (siehe Am Hellerrand 31 und Hendrichstraße 2–8). | 09218153 |
|                                         | Wohnhaus und Seitengebäude                                                                                                  | Am Steinborn 1 (Karte)                       | 19. Jh. (Häusleranwesen)                                                                                  | Wohnhaus und Seitengebäude eines Häusleranwesens/Gehöftes; ersteres mit Fachwerkkonstruktion im Obergeschoss, zeittypische ländliche Bauten ihrer Zeit, Teile des Dorfkerns, baugeschichtlich und ortsgeschichtlich bedeutend. | 09217917 |
|                                         | Fürstenborn | Am Steinborn 4 (Karte)                       | um 1800 (Quelleneinfassung)                                                                               | Quelleneinfassung mit Sandsteingewölbe und schmiedeeiserner Tür; ortsgeschichtlich bedeutend. | 09218151 |
|                                         | Villa | Am Waldblick 2 (Karte)                       | 1892 (Villa)                                                                                              | zeittypisch historisierender Villenbau mit Putzfassade, geprägt von Heimatstilelementen wie Schwebgiebel und Windfang mit Holzzierrat, baugeschichtlich und stadtentwicklungsgeschichtlich bedeutend. | 09218182 |
|                                         | Kindergarten | An den Ruschewiesen 4 (Karte)                | 1928–1929 (Kindergarten)                                                                                  | von der Gemeinde Klotzsche als so genanntes Kinderhortgebäude errichtet, charakteristischer Bau der 1920er Jahre, sachlich, traditionell und im Geiste der Bauaufgabe errichtet, mit expressionistischen Gestaltungselementen belebt, baugeschichtlich und ortsgeschichtlich bedeutend. | 09218344 |
| Weitere Bilder                          | Kriegerdenkmal Klotzsche | Boltenhagener Platz (Karte)                  | nach 1918 (Kriegerdenkmal 1. Weltkrieg)                                                                   | Kriegerdenkmal für die Gefallenen des Ersten Weltkrieges; Stein über quadratischem Grundriss mit Inschrift, plastischem Dekor und pyramidenförmiger Bedachung, kulturgeschichtlich und ortsgeschichtlich bedeutend. | 09217920 |
|                                         | Mietvilla mit Einfriedung                                                                                                   | Boltenhagener Platz 1 (Karte)                | 1906–1907 (Mietvilla)                                                                                     | zeittypisch historisierender Wohnbau mit Putzfassade, Ansichten dominiert von Mittelrisaliten mit Schmuckgiebeln, baugeschichtlich bedeutend, als Teil des Ende des 19. Jahrhunderts begonnenen Ausbaus Klotzsches zum Kurort auch stadtentwicklungsgeschichtlich relevant. | 09217922 |
| Weitere Bilder                          | Christuskirche | Boltenhagener Platz 3 (Karte)                | 1905–1907 (Kirche), 1907 (Lesepult), 1859 (Einzelfigur), 1905 (Gemälde), 1907 (Orgelprospekt)             | Kirche, dazu Ausstattung; evangelisch-lutherische Kirche in neogotischem Stil von Architekt Woldemar Kandler, mit Christus-Plastik von Johannes Schilling, Altar von Carl Hauer und Jehmlich-Orgel; Zentralbau über griechischem Kreuz mit dominierendem Turm (52 m), im Stil der Neorenaissance mit Jugendstilformen, markantes Beispiel der Kirchenbaukunst Anfang des 20. Jahrhunderts, baugeschichtlich, künstlerisch, ortsgeschichtlich und städtebaulich bedeutend. | 09217921 |
|                                         | Villa | Boltenhagener Platz 5 (Karte)                | Anfang 20. Jahrhundert (Villa)                                                                            | Villa mit Einfriedung; typisches Beispiel für die Reformarchitektur aus dem Anfang des 20. Jahrhunderts mit Baukörper, der sich auf ausgewogen und rein proportionierte Formen beschränkt sowie in einem hohenDach kulminierend, belebt durch wenige, akzentuierende Schmuck- und Gliederungselemente,baugeschichtlich bedeutend, als Teil des einstigen Klotzsche-Königswald auchstadtentwicklungsgeschichtlich von Belang. | 09217923 |
|                                         | Villa | Boltenhagener Platz 6 (Karte)                | 1910–1911 (Villa)                                                                                         | markanter Bau der versachlichten Architektur nach 1900, Teile der Innenausstattung aus der Entstehungszeit, baugeschichtlich und stadtentwicklungsgeschichtlich sowie künstlerisch bedeutend. | 09217924 |
|                                         | Villa mit Einfriedung | Boltenhagener Platz 9 (Karte)                | 1912 (Villa)                                                                                              | repräsentativer Villenbau mit Putzfassade, historisierend, vor allem neuklassizistisch, aber auch mit Reformstilelementen, baugeschichtlich bedeutend, als Teil des Ende des 19. Jahrhunderts begonnenen Ausbaus Klotzsches zum Kurort auch stadtentwicklungsgeschichtlich relevant. | 09217925 |
|                                         | Mietvilla mit Einfriedung                                                                                                   | Boltenhagener Straße 1 (Karte)               | um 1905 (Mietvilla)                                                                                       | zeittypischer Villenbau, Putzfassade mit Jugendstileinflüssen, baugeschichtlich bedeutend, als Teil des Ende des 19. Jahrhunderts begonnenen Ausbaus Klotzsches zum Kurort auch stadtentwicklungsgeschichtlich relevant. | 09217926 |
|                                         | Villa mit Teilen der Einfriedung                                                                                            | Boltenhagener Straße 4 (Karte)               | 1894–1895 (Villa)                                                                                         | Beispiel des seinerzeit in der Architektur vorherrschenden Historismus, hier insbesondere der deutschen Renaissance oder des so genannten »Altdeutschen Stils«, dabei Elemente schon stilisiert, Belebung der Fassaden durch diverse Anbauten und Zierfachwerk, Teil des Ende des 19. Jahrhunderts begonnenen Ausbaus Klotzsches zum Kurort, baugeschichtlich und stadtentwicklungsgeschichtlich bedeutend. | 09217927 |
|                                         | Villa Hacault’s Heim | Boltenhagener Straße 5 (Karte)               | 1891–1892 (Villa)                                                                                         | Villa; erbaut vom bekannten Klotzscher »Jugendstil-Architekten« Hacault für sich und seine Familie, historisierender, landhausartiger Bau, dominiert von zweigeschossigem, giebelständigem Trakt mit Vorbau und Dekor, Seitenflügel zur Straße mit ins Erdgeschoss gezogenem Dach, personengeschichtlich und baugeschichtlich bedeutend. | 09217928 |
|                                         | Villa | Boltenhagener Straße 6 (Karte)               | 1893 (Villa)                                                                                              | charakteristischer, historisierender Wohnbau aus dem Ende des 19. Jahrhunderts, mit seitlichem Treppenturm, Erker und rückwärtigem Wintergarten mit kleiner Terrasse, auffälliges Farbglasfenster, baugeschichtlich und stadtentwicklungsgeschichtlich bedeutend. | 09217929 |
|                                         | Villa mit Einfriedung | Boltenhagener Straße 12 (Karte)              | 1889 (Villa)                                                                                              | zeittypisch historisierender Putzbau, geprägt von Mittelrisalit mit Pilastergliederung, baugeschichtlich bedeutend, als Teil des Ende des 19. Jahrhunderts begonnenen Ausbaus Klotzsches zum Kurort auch stadtentwicklungsgeschichtlich relevant. | 09217930 |
|                                         | Mietvilla mit Einfriedung                                                                                                   | Boltenhagener Straße 14 (Karte)              | 1897–1898 (Mietvilla)                                                                                     | 1890er Jahre Villenbau, Putzfassade mit historisierender Gliederung, baugeschichtlich bedeutend, als Teil des Ende des 19. Jahrhunderts begonnenen Ausbaus Klotzsches zum Kurort auch stadtentwicklungsgeschichtlich relevant. | 09217931 |
|                                         | Mietvilla in Ecklage mit Einfriedung                                                                                        | Boltenhagener Straße 15 (Karte)              | um 1900 (Mietvilla)                                                                                       | repräsentativer Putzbau, historisierend mit Jugendstileinflüssen, Ecklage durch Türmchen betont, baugeschichtlich bedeutend, als Teil des Ende des 19. Jahrhunderts begonnenen Ausbaus Klotzsches zum Kurort auch stadtentwicklungsgeschichtlich relevant. | 09217932 |
|                                         | Mietvilla mit Einfriedung                                                                                                   | Boltenhagener Straße 16 (Karte)              | 1897 (Mietvilla)                                                                                          | Beispiel des seinerzeit in der Architektur vorherrschenden Historismus, hier insbesondere der deutschen Renaissance oder des so genannten »Altdeutschen Stils«, dabei Elemente schon stilisiert, Belebung der Fassaden durch diverse Anbauten und Zierfachwerk, Teil des Ende des 19. Jahrhunderts begonnenen Ausbaus Klotzsches zum Kurort, baugeschichtlich und stadtentwicklungsgeschichtlich bedeutend. | 09217933 |
|                                         | Mietvilla | Boltenhagener Straße 17 (Karte)              | 1901 (Mietvilla)                                                                                          | als Teil des Ende des 19. Jahrhunderts begonnenen Ausbaus Klotzsches zum Kurort auch stadtentwicklungsgeschichtlich bedeutend. | 09217934 |
|                                         | Mietvilla mit Einfriedung in Ecklage                                                                                        | Boltenhagener Straße 18 (Karte)              | 1896–1897 (bezeichnet 1897?)                                                                              | Beispiel des seinerzeit in der Architektur vorherrschenden Historismus, hier insbesondere der deutschen Renaissance oder des so genannten »Altdeutschen Stils«, dabei Elemente schon stilisiert, Belebung der Fassaden durch diverse Anbauten und Zierfachwerk, Teil des Ende des 19. Jahrhunderts begonnenen Ausbaus Klotzsches zum Kurort, baugeschichtlich und stadtentwicklungsgeschichtlich bedeutend. | 09217935 |
|                                         | Mietvilla mit Einfriedung                                                                                                   | Boltenhagener Straße 20 (Karte)              | 1909–1911 (Mietvilla)                                                                                     | typisches Beispiel für die Reformarchitektur aus dem Anfang des 20. Jahrhunderts, versachlicht und mit wenigen akzentuierenden Schmuck- sowie Gliederungselementen, baugeschichtlich bedeutend, als Teil des einstigen Klotzsche-Königswald auch stadtentwicklungsgeschichtlich von Belang. | 09217936 |
|                                         | Villa mit Einfriedung | Boltenhagener Straße 21 (Karte)              | 1903–1904 (Villa)                                                                                         | Beispiel des seinerzeit in der Architektur vorherrschenden Historismus, hier insbesondere der deutschen Renaissance oder des so genannten »Altdeutschen Stils«, dabei Elemente schon stilisiert, mit Jugendstil-Anklängen, Belebung der Fassaden durch Anbauten und Zierfachwerk, Teil des Ende des 19. Jahrhunderts begonnenen Ausbaus Klotzsches zum Kurort, baugeschichtlich und stadtentwicklungsgeschichtlich bedeutend. | 09217937 |
|                                         | Mietvilla mit Einfriedung                                                                                                   | Boltenhagener Straße 22 (Karte)              | 1898–1899 (Mietvilla)                                                                                     | historisierender Bau mit dreigeschossiger, offener Holzveranda, innen schlichter Stuckdekor, Fliesenfußboden und Schablonierungen, bescheidenes bauliches Zeugnis der Villenarchitektur um 1900, dennoch architektonisch von Belang, da weitestgehend ursprünglich, zudem beschränkt sich Denkmalschutz nicht nur auf die Bewahrung von Erlesenem, hinzu kommt stadtentwicklungsgeschichtliche und städtebauliche Zusammenhang mit dem bedeutsamen Villenquartier Klotzsche-Königswald (Aufwertung durch Situation im Gefüge zumeist gleichartiger Denkmale). | 09217794 |
|                                         | Jugendheim; Kirchgemeindehaus                                                                                               | Boltenhagener Straße 58 (Karte)              | 1913–1915 (Jugendheim/ Kinderheim)                                                                        | Jugendheimgebäude (ehem.); einfacher und klassischer Bau der Reformarchitektur um 1910, urspr. als evangelisches Jugendheim der Christuskirche von Woldemar Kandler erbaut, jetzt Kirchengemeindehaus; baugeschichtlich bedeutend, als frühes Beispiel eines Heimgebäudes sozialgeschichtlich von Belang. | 09217939 |
|                                         | Mehrfamilienhäuser mit Mauern (Boltenhagener Straße 82/84 und Flughafenstraße 90/92/94)                                     | Boltenhagener Straße 82; 84 (Karte)          | 1936–1937 (Mehrfamilienwohnhaus)                                                                          | Gebäudegruppe einer Wohnanlage an Boltenhagener- und Flughafenstraße, über zickzack-förmigem Grundriss errichtet, mit Mauer- und Pergolaarchitektur, charakteristische, traditionell gestaltete Wohnbauten der 1930er Jahre, belebt durch hervorgehobene Treppenhäuser, Klappläden, Fledermausgaupen, zurückhaltende Ornamentik usw., baugeschichtlich bedeutend. | 09217940 |
|                                         | Mehrfamilienhäuser mit Mauern (Boltenhagener Straße 86/86a und Flughafenstraße 75)                                          | Boltenhagener Straße 86; 86a (Karte)         | bezeichnet 1937 (Mehrfamilienwohnhaus)                                                                    | Gebäudegruppe einer Wohnanlage an Boltenhagener- und Flughafenstraße, über winkelförmigem Grundriss errichtet, verbunden durch eine Mauer- und Pergolaarchitektur, charakteristische, traditionell gestaltete Wohnbauten der 1930er Jahre, belebt durch hervorgehobene Treppenhäuser, Klappläden (bisher), Fledermausgaupen, zurückhaltende Ornamentik usw., baugeschichtlich bedeutend (siehe Boltenhagener Straße 82/84). | 09218168 |
|                                         | Mehrfamilienhaus mit Mauern                                                                                                 | Boltenhagener Straße 88 (Karte)              | 1937 (Mehrfamilienwohnhaus)                                                                               | Gebäude einer Wohnanlage an Boltenhagener- und Flughafenstraße, verbunden durch Mauer- und Pergolaarchitektur, charakteristischer, traditionell gestalteter Wohnbau der 1930er Jahre, belebt durch Klappläden (bisher), Gaupen, zurückhaltende Ornamentik usw., baugeschichtlich bedeutend (siehe Boltenhagener Straße 82/84). | 09218169 |
|                                         | Zweierhausgruppe mit Geschäft, Freitreppe, Einfriedung und Plastik eines Bäckers                                            | Boltenhagener Straße 89; 89b (Karte)         | bezeichnet 1939 (Mehrfamilienwohnhaus)                                                                    | markantes Ensemble der Architektur der 1930er Jahre, in flachem Vorbau Bäckerei und Konditorei, baugeschichtlich bedeutend, in dieser Form in Dresden wohl auch singulär. | 09217986 |
|                                         | Mehrfamilienhaus mit Mauern                                                                                                 | Boltenhagener Straße 90 (Karte)              | 1937 (Mehrfamilienwohnhaus)                                                                               | Gebäude einer Wohnanlage an Boltenhagener- und Flughafenstraße, verbunden durch Mauer- und Pergolaarchitektur, charakteristischer, traditionell gestalteter Wohnbau der 1930er Jahre, belebt durch Klappläden (bisher), Gaupen, zurückhaltende Ornamentik usw., baugeschichtlich bedeutend (siehe Boltenhagener Straße 82/84). | 09218170 |
|                                         | Wohnhaus/Bauernhaus in offener Bebauung                                                                                     | Boltenhagener Straße 104 (Karte)             | 19. Jahrhundert (Wohnhaus)                                                                                | ländlicher Bau in traditioneller Gestalt mit Satteldach, als Beispiel der ländlichen Architektur und Volksbauweise seiner Zeit baugeschichtlich und ortsgeschichtlich von Bedeutung. | 09217941 |
|                                         | Mietvilla mit Einfriedung                                                                                                   | Darwinstraße 2 (Karte)                       | 1910 (Mietvilla)                                                                                          | schlichte und zugleich noble Bau typisches Beispiel für die Reformarchitektur aus dem Anfang des 20. Jahrhunderts, zudem Teil des einstigen Klotzsche-Königswald, baugeschichtlich und stadtentwicklungsgeschichtlich bedeutend. | 09217942 |
|                                         | Mietvilla mit Teilen der Einfriedung                                                                                        | Darwinstraße 3 (Karte)                       | 1901 (Mietvilla)                                                                                          | charakteristisches Beispiel des seinerzeit in der Architektur vorherrschenden Historismus, hier insbesondere der deutschen Renaissance oder des so genannten »Altdeutschen Stils«, dabei Elemente, wohl unter dem Einfluss des Englischen Landhausstils, schon stilisiert, Belebung der Fassaden durch diverse Anbauten und Zierfachwerk, Teil von Klotzsche-Königswald, baugeschichtlich und stadtentwicklungsgeschichtlich bedeutend. | 09217943 |
|                                         | Villa mit Einfriedung | Darwinstraße 4 (Karte)                       | 1898–1901 (Villa)                                                                                         | markanter Wohnbau um 1900 mit bewegter, malerischer Fassadengestaltung, zwischen Historismus und Reformarchitektur, dominiert von mittigem Turm, Belebung durch Zierfachwerk, anderweitige Schmuckelemente aus Holz und Klinkerwände, in seiner Form unverwechselbar, baugeschichtlich und künstlerisch bedeutend, als Teil des Ende des 19. Jahrhunderts begonnenen Ausbaus Klotzsches zum Kurort auch stadtentwicklungsgeschichtlich von Belang. | 09217944 |
|                                         | Villa mit Einfriedung | Darwinstraße 6 (Karte)                       | 1903–1904 (Villa)                                                                                         | Beispiel des seinerzeit in der Architektur vorherrschenden Historismus, hier insbesondere der deutschen Renaissance oder des so genannten »Altdeutschen Stils«, dabei Elemente, wohl unter dem Einfluss des Englischen Landhausstils, schon stilisiert, Andeutungen von Jugendstil-Dekor, Belebung der Fassaden durch diverse Anbauten und Zierfachwerk, Teil von Klotzsche-Königswald, baugeschichtlich und stadtentwicklungsgeschichtlich bedeutend. | 09217945 |
|                                         | Mietvilla mit Einfriedung                                                                                                   | Darwinstraße 9 (Karte)                       | 1897–1898 (Mietvilla)                                                                                     | Beispiel des seinerzeit in der Architektur vorherrschenden Historismus, hier insbesondere der deutschen Renaissance oder des so genannten »Altdeutschen Stils«, dabei Elemente, wohl unter dem Einfluss des Englischen Landhausstils, schon stilisiert, Andeutungen von Formen und Gestaltungselementen des Jugendstils, Belebung der Fassaden durch Anbauten und Zierfachwerk, Teil von Klotzsche-Königswald, baugeschichtlich und stadtentwicklungsgeschichtlich bedeutend. | 09217946 |
|                                         | Mietvilla mit Einfriedung                                                                                                   | Darwinstraße 10 (Karte)                      | 1896–1897 (Mietvilla)                                                                                     | Beispiel des seinerzeit in der Architektur vorherrschenden Historismus, hier insbesondere der deutschen Renaissance, dabei Elemente schon stilisiert, Belebung der Fassaden durch Eckturm, markanten offenen Anbau mit Säulen und Ziergiebel, auffällig die Ornamente in einigen Fensterbögen, Teil von Klotzsche-Königswald, baugeschichtlich und stadtentwicklungsgeschichtlich bedeutend. | 09217947 |
|                                         | Mietvilla mit Einfriedung                                                                                                   | Darwinstraße 11 (Karte)                      | 1898–1899 (Mietvilla)                                                                                     | Beispiel des seinerzeit in der Architektur vorherrschenden Historismus, hier insbesondere der deutschen Renaissance, dabei Elemente schon stilisiert, Belebung der Fassadeninsbesondere durch Turmanbau, Gestaltung der Traufen mit Konsolfries und Dekorationsmalerei sowie architravierte Fensterrahmen, auffällig auch die verschiedenfarbigen Segmentbögen, Teil von Klotzsche-Königswald, baugeschichtlich und stadtentwicklungsgeschichtlich bedeutend. | 09217948 |
|                                         | Villa mit Eckpavillon, Garten und Einfriedung                                                                               | Darwinstraße 14 (Karte)                      | um 1910 (Villa)                                                                                           | trotz seiner Schlichtheit repräsentativ wirkende Bau, bildet ein typisches Beispiel für die Reformarchitektur aus dem Anfang des 20. Jahrhunderts, Teil von Klotzsche-Königswald, baugeschichtlich und stadtentwicklungsgeschichtlich bedeutend. | 09217949 |
|                                         | Mietvilla mit Einfriedung                                                                                                   | Darwinstraße 17 (Karte)                      | 1902–1903 (Mietvilla)                                                                                     | Beispiel des seinerzeit in der Architektur vorherrschenden Historismus, hier insbesondere der deutschen Renaissance, dabei Elemente schon stilisiert, Anklänge an den Jugendstil, Belebung der Fassaden insbesondere durch Anbauten und vielgestaltigen Zierrat, auffällig der Eckgiebel mit geschweiftem Abschluss, die Vorhangbögen über den Fenstern und das Schmuckfachwerk an der Rückseite, Teil von Klotzsche-Königswald, baugeschichtlich und stadtentwicklungsgeschichtlich bedeutend. | 09217950 |
|                                         | Villa Odin, jetzt Heilig-Kreuz-Kapelle                                                                                      | Darwinstraße 19 (Karte)                      | 1899–1900 (Mietvilla)                                                                                     | Mietvilla mit Teilen der Einfriedung; Beispiel des seinerzeit in der Architektur vorherrschenden Historismus, hier insbesondere der deutschen Renaissance oder des so genannten »Altdeutschen Stils«, dabei Elemente schon stilisiert, Belebung der Fassaden durch diverse Anbauten und Zierfachwerk, Teil von Klotzsche-Königswald, baugeschichtlich und stadtentwicklungsgeschichtlich bedeutend. Heilig-Kreuz-Kapelle, urspr. Villa „Odin“ (errichtet vom Baumeister Richard Oskar Gänzel), ab 1927 von Klarissen-Kapuzinerinnen bewohnt, 1947 von Franziskaner-Mönchen übernommen und 1948 als Heilig-Kreuz-Kapelle mit Jehmlich-Orgel eingerichtet, nach 1975 als römisch-katholische Pfarrei „Zum heiligen Kreuz“ genutzt, in den 1980er Jahren Bau eines neuen Pfarrsaales. | 09217951 |
|                                         | Wasserturm Klotzsche | Dörnichtweg 6 (Karte)                        | 1934–1935 (Wasserturm)                                                                                    | Wasserturm, markanter Bau über viereckigem Grundriss mit Zeltdach, Akzentsetzung durch offene, umlaufende Galerie unterhalb der Traufe, bau-, orts- und technikgeschichtlich bedeutend. | 09217953 |
|                                         | Villa mit Gartenhaus und ausgedehntem Villengarten                                                                          | Dörnichtweg 32; 32a (Karte)                  | 1915–1916 (Villa), um 1920 (Villengarten/ Landhausgarten)                                                 | bemerkenswerter neuklassizistischen Bau aus dem Anfang des 20. Jahrhunderts, mit den dafür typischen Elementen wie Dreiecksgiebeln, Hängeplattenfries, kannelierte Pfeilern mit ionischen Kapitellen usw., dominiert von Mittelrisalit, Architekt Oswin Hempel, Garten im hausnahen Bereich in den regelmäßigen Gestaltungsformen der Moderne, nach Osten hin landschaftlich gestaltet, baugeschichtlich, gartengeschichtlich und künstlerisch bedeutend. | 09217952 |
|                                         | Villa mit Mauereinfriedung                                                                                                  | Florianstraße 6 (Karte)                      | 1929 (Villa)                                                                                              | Gebäude aus Betonfertigteilen, auch gestalterisch bemerkenswerter Bau der 1920er Jahre in expressionistischen Formen, Teil von Klotzsche-Königswald, baugeschichtlich, stadtentwicklungsgeschichtlich und künstlerisch bedeutend. | 09217954 |
|                                         | Mehrfamilienhäuser mit Mauern (Boltenhagener Straße 86/86a und Flughafenstraße 75)                                          | Flughafenstraße 75 (Karte)                   | bezeichnet 1937 (Mehrfamilienwohnhaus)                                                                    | Gebäudegruppe einer Wohnanlage an Boltenhagener- und Flughafenstraße, über winkelförmigem Grundriss errichtet, verbunden durch eine Mauer- und Pergolaarchitektur, charakteristische, traditionell gestaltete Wohnbauten der 1930er Jahre, belebt durch hervorgehobene Treppenhäuser, Klappläden (bisher), Fledermausgaupen, zurückhaltende Ornamentik usw., baugeschichtlich bedeutend (siehe Boltenhagener Straße 82/84). | 09218168 |
|                                         | Mehrfamilienhaus | Flughafenstraße 77 (Karte)                   | 1937 (Mehrfamilienwohnhaus)                                                                               | Mehrfamilienhaus mit Mauern und zwei Plastiken von Jungen der HJ; Gebäude einer Wohnanlage an Boltenhagener- und Flughafenstraße, verbunden durch eine Mauer- und Pergolaarchitektur, charakteristischer, traditionell gestalteter Wohnbau der 1930er Jahre, belebt durch ein hervorgehobenes Treppenhaus, Klappläden (bisher), eine Gaupe, zurückhaltende Ornamentik usw., baugeschichtlich bedeutend (siehe Boltenhagener Straße 82/84). | 09218172 |
|                                         | Mehrfamilienhäuser mit Mauern (Boltenhagener Straße 82/84 und Flughafenstraße 90/92/94)                                     | Flughafenstraße 90; 92; 94 (Karte)           | 1936–1937 (Mehrfamilienwohnhaus)                                                                          | Gebäudegruppe einer Wohnanlage an Boltenhagener- und Flughafenstraße, über zickzack-förmigem Grundriss errichtet, mit Mauer- und Pergolaarchitektur, charakteristische, traditionell gestaltete Wohnbauten der 1930er Jahre, belebt durch hervorgehobene Treppenhäuser, Klappläden, Fledermausgaupen, zurückhaltende Ornamentik usw., baugeschichtlich bedeutend. | 09217940 |
|                                         | Mietvilla | Flurstraße 1 (Karte)                         | 1905 (Mietvilla)                                                                                          | markanter zweigeschossiger Bau mit mehreren Wohnungen, Fassaden belebt durch Zierfachwerk, Balkone und variabel gestaltete Fenstereinfassungen, bewegte Dachform, auffällig die erhaltenen Firstziegel, Beispiel der versachlichten Architektur kurz nach 1900 mit historisierenden Elementen, schon beeinflusst von Heimat- und Jugendstil, baugeschichtlich von Belang, zudem als Teil des Villenvorortes Klotzsche-Königswald stadtentwicklungsgeschichtlich bedeutend. | 09217955 |
|                                         | Mietvilla | Flurstraße 3 (Karte)                         | 1906 (Mietvilla)                                                                                          | Eckgebäude mit Putzfassade, Fenster- und Türeinfassungen aus Sandstein sowie ausgebautem Dachgeschoss, die Ecke betont, im Innern Ausmalung, versachlichter Bau aus dem Anfang des 20. Jahrhunderts mit wenigen, stilisierten Gestaltungselementen des Historismus (Fenstereinfassungen, ursprünglich vorhandener Putznutung usw.), Anklängen an den Heimatschutzstil und möglicherweise noch erhaltenem Jugendstildekor, baugeschichtlich bedeutend, die Ausmalung (Art-Déco) in dieser vollständigen Form mit lokalem Seltenheitswert. | 09210009 |
|                                         | Mietvilla | Flurstraße 4 (Karte)                         | um 1900 (Mietvilla)                                                                                       | mit hohem Dach und schmucklosen Fronten Beispiel der Reformarchitektur nach 1900, als Teil des Villenvorortes Klotzsche-Königswald stadtentwicklungsgeschichtlich bedeutend. | 09217956 |
|                                         | Villa mit Einfriedung in Ecklage                                                                                            | Georg-Estler-Straße 1 (Karte)                | 1891 (Villa)                                                                                              | markanter historistischer Bau, seine Klinker-Werkstein-Fassaden weithin sichtbar, mit den Giebeln, den Eckbetonungen, den Aufsätzen usw. in Anlehnung an die deutsche Renaissance gestaltet, Teil des Villenvorortes Klotzsche-Königswald, baugeschichtlich und stadtentwicklungsgeschichtlich bedeutend. | 09218058 |
|                                         | Villa mit Einfriedung | Georg-Estler-Straße 2 (Karte)                | 1889–1890 (Villa)                                                                                         | historistischer Bau, Klinker-Werkstein-Fassaden, Aufbauten, Eckbetonungen und Fassadenschmuck, u. a. in Anlehnung an die deutsche Renaissance gestaltet, Teil des Villenvorortes Klotzsche-Königswald, baugeschichtlich und stadtentwicklungsgeschichtlich bedeutend. | 09218059 |
|                                         | Villa mit Teilen der Einfriedung                                                                                            | Georg-Estler-Straße 3 (Karte)                | 1891 (Villa)                                                                                              | Wohnstätte des Landschaftsmalers Georg Estler. Estler war letzter Schüler Ludwig Richters, italienisierender Historismusbau mit weiten Dachüberständen und annähernd flachem Abschluss, Klinker-Werkstein-Front, Fassadenschmuck zurückhaltenden, Teil des Villenvorortes Klotzsche-Königswald, baugeschichtlich und stadtentwicklungsgeschichtlich bedeutend. | 09218060 |
| Weitere Bilder                          | Villa Burgfrieden | Georg-Estler-Straße 8 (Karte)                | 1887 (Villa)                                                                                              | Villa mit Gartenplastiken und Teilen der Einfriedung; aufwendige Stilvilla, nach dem Vorbild der Deutschen Renaissance mit Schweifgiebeln und Turmanbauten errichtet, Teil des Villenvorortes Klotzsche-Königswald, baugeschichtlich, stadtentwicklungsgeschichtlich und künstlerisch bedeutend. Villa Burgfrieden mit Gartenplastik und Einfriedung, nach Entwürfen des Architekten Ernst Friedrich Giese von Stuckateur Carl Hauer erbaut und bewohnt, 1940 Verkauf an eine Kaufmannsfamilie, 1958 von der Stadt übernommen und als Mietshaus eingerichtet, nach Restitution 1995 denkmalgerecht saniert, heute Wohnhaus. | 09218061 |
|                                         | Villa mit Einfriedung | Georg-Estler-Straße 8b (Karte)               | 1895 (Villa)                                                                                              | historistischer Bau, verschiedene Anbauten, dabei der rückwärtige Turm dominierend, auffällig die Drempelmalerei, wohl im Laufe der Zeit in Teilen vereinfacht, Teil des Villenvorortes Klotzsche-Königswald, baugeschichtlich und stadtentwicklungsgeschichtlich bedeutend. | 09218062 |
|                                         | Villa mit den Pfeilern der alten Einfriedung                                                                                | Georg-Estler-Straße 9 (Karte)                | 1892–1893 (Villa)                                                                                         | mit Mittenbetonung, Eckquaderung und Hervorhebung des Hochparterres durch Putzgliederung Beispiel der in und um Dresden in der zweiten Hälfte des 19. Jahrhunderts vorherrschenden Semper-Nicolai-Schule, Teil von Klotzsche-Königswald, baugeschichtlich und stadtentwicklungsgeschichtlich bedeutend. | 09218063 |
|                                         | Mietvilla | Gertrud-Caspari-Straße 5 (Karte)             | 1904–1905 (Mietvilla)                                                                                     | bereits versachlichter Wohnbau des Historismus nach 1900, der turmartige Eckerker einschl. Haube und die gedrückten Kielbögen in Anlehnung an mittelalterliche und frühneuzeitlich Gebäude, weitere Belebung durch stilisierte Gestaltungselemente anderer Architekturströmungen, Teil des Villenvorortes Klotzsche-Königswald, baugeschichtlich und stadtentwicklungsgeschichtlich bedeutend. | 09217957 |
|                                         | Postamt 8 | Gertrud-Caspari-Straße 10 (Karte)            | 1935–1936 (Post)                                                                                          | Postgebäude; Paradebeispiel eines traditionell gestalteter Baus der 1930er Jahre, Akzente durch Segmentbogenportal und Klappläden, baugeschichtlich und ortsgeschichtlich bedeutend. Ab 1936 Sitz des Klotzscher Postamts mit Diensträumen, Telegrafenamt, Rentenstelle, zwei Beamtenwohnungen und Betriebshof mit Tankstelle, nach 2000 geschlossen. | 09217960 |
|                                         | Villa mit Einfriedung | Gertrud-Caspari-Straße 12 (Karte)            | 1901–1902 (Villa)                                                                                         | Villa mit Einfriedung; zeittypischer Villenbau mit Gestaltungselementen des bewegten Jugendstils, auffällig auch die seitliche Veranda und die Fenstereinfassungen, Werk des in Klotzsche bekannten Architekten Max Otto, Teil von Klotzsche-Königswald, baugeschichtlich und stadtentwicklungsgeschichtlich bedeutend, jetzt Pfarramtsgebäude. | 09217961 |
|                                         | Mietvilla mit Einfriedung                                                                                                   | Gertrud-Caspari-Straße 14 (Karte)            | um 1910 (Mietvilla)                                                                                       | versachlichter Bau der Reformarchitektur nach 1900, im Laufe der Zeit in Teilen vereinfacht, gehört zu Klotzsche-Königswald, baugeschichtlich und stadtentwicklungsgeschichtlich bedeutend. | 09217962 |
|                                         | Villa | Goethestraße 3 (Karte)                       | 1907 (Villa)                                                                                              | Wohnstätte des Architekten Woldemar Kandler nach eigenem Entwurf, mit seiner versachlichten Form markantes Beispiel der Reformarchitektur nach 1900, Teil von Klotzsche-Königswald, baugeschichtlich, stadtentwicklungsgeschichtlich und künstlerisch bedeutend. | 09217963 |
|                                         | Villa Unger | Goethestraße 4 (Karte)                       | 1911–1915 (Villa)                                                                                         | Villa mit Garten und Einfriedung; markantes Beispiel der versachlichten Architektur um 1910, zudem mit vollständig erhaltener Innenausstattung, Teil von Klotzsche-Königswald, baugeschichtlich und künstlerisch bedeutend. | 09217964 |
|                                         | Villa Charlotte | Goethestraße 5 (Karte)                       | 1897 (Mietvilla)                                                                                          | Mietvilla mit Einfriedung; markante Stilvilla des ausgehenden 19. Jahrhunderts, dominiert von erhöhtem Mittelrisalit und zwei reizvolle hölzerne Veranden, vor allem baugeschichtlich bedeutend. | 09217965 |
|                                         | Villa Wagenbreth | Goethestraße 5b (Karte)                      | 1907 (Mietvilla)                                                                                          | Mietvilla mit Einfriedung und Garten; Anwesen in Ecklage, charakteristischer Klotzscher Villenbau, offenbar vom ortsansässigen Baumeister Bruno Wagenbreth vornehmlich als eigenes Wohnhaus errichtet, bauhistorisch und stadtentwicklungsgeschichtlich bedeutend. | 09218342 |
|                                         | Villa Ingeborg | Goethestraße 6 (Karte)                       | 1900–1901, bezeichnet 1901 (Villa)                                                                        | Villa mit Einfriedung; Jugendstilbau mit geschwungenem Zierfachwerk und bewegter, vor allem floraler Ornamentik, Teil von Klotzsche-Königswald, baugeschichtlich und stadtentwicklungsgeschichtlich sowie künstlerisch bedeutend. | 09217967 |
| Weitere Bilder                          | Villa Schilling | Goethestraße 9 (Karte)                       | 1901 (Villa)                                                                                              | Villa, beeindruckender italienisierender Wohnbau, Wohnstätte des bedeutenden Bildhauers Johannes Schilling, baugeschichtlich und personengeschichtlich sowie als Teil des einstigen Klotzsche-Königswald stadtentwicklungsgeschichtlich bedeutend. Von 1900 bis zu seinem Tod im Jahre 1910 Wohnhaus des Bildhauers Johannes Schilling, nach dessen eigenen Entwürfen erbaut, nach 1945 von der Firma Meißner und vom VEB Mantissa als Produktionsstätte für Rechenschieber genutzt, heute mit Gedenktafel für Schilling. | 09217966 |
|                                         | Mietvilla mit Einfriedung                                                                                                   | Goethestraße 10 (Karte)                      | 1898 (Mietvilla)                                                                                          | Beispiel des seinerzeit in der Architektur vorherrschenden Historismus, hier insbesondere der deutschen Renaissance oder des so genannten »Altdeutschen Stils«, dabei Elemente schon stilisiert, Belebung der Fassaden durch diverse Anbauten und Zierfachwerk, Teil von Klotzsche-Königswald, baugeschichtlich und stadtentwicklungsgeschichtlich bedeutend. | 09217968 |
|                                         | Villa Baldur | Goethestraße 11 (Karte)                      | 1899–1900 (Villa)                                                                                         | Villa mit Einfriedung in Ecklage; charakteristischer historistischer Bau um 1900, hier insbesondere im so genannten »Altdeutschen Stil«, gekennzeichnet durch Turmanbau, mittelalterlich anmutendes Fachwerk usw., wobei auch schon Jugendstil-Elemente verwendet wurden, baugeschichtlich bedeutend und als Teil des einstigen Klotzsche-Königswald stadtentwicklungsgeschichtlich von Belang, als zeitweilige Wohnstätte des dänischen Nobelpreisträgers und Romanciers Karl Gjellerup mit personengeschichtlichem Wert. Villa Baldur, von Bauer Kuntzsch errichtet (Baumeister Richard Oskar Gänzel), 1918 vom Literaturnobelpreisträger Karl Gjellerup erworben und mit Ehefrau Eugenia bewohnt, nach seinem Tod 1919 bis 1932 von seiner Witwe und der Familie ihrer Tochter Margarethe (verheiratete Böttger) bewohnt; danach von Familie Sternberg erworben.                                                                       | 09217969 |
|                                         | Villa mit Einfriedung in Ecklage                                                                                            | Goethestraße 14 (Karte)                      | 1897 (Villa)                                                                                              | als Teil des einstigen Klotzsche-Königswald stadtentwicklungsgeschichtlich bedeutend | 09217970 |
|                                         | Villa Hacault | Goethestraße 15 (Karte)                      | 1900 (Villa)                                                                                              | Villa Hacault mit Einfriedung und Jugendstilelementen an der Fassade; charakteristischer historistischer Bau um 1900, hier insbesondere im so genannten »Altdeutschen Stil«, gekennzeichnet durch Turmanbaute, mittelalterlich anmutendes Fachwerk usw., baugeschichtlich bedeutend und als Teil des einstigen Klotzsche-Königswald stadtentwicklungsgeschichtlich von Belang. | 09217971 |
|                                         | Villa Mirabelle | Goethestraße 16 (Karte)                      | 1902 (Villa)                                                                                              | Villa mit Einfriedung in Ecklage; charakteristischer historistischer Bau um 1900, hier insbesondere im so genannten »Altdeutschen Stil«, gekennzeichnet durch Turmanbaute, mittelalterlich anmutendes Fachwerk usw., wobei auch schon Jugendstil-Elemente verwendet wurden, baugeschichtlich bedeutend und als Teil des einstigen Klotzsche-Königswald stadtentwicklungsgeschichtlich von Belang. | 09217972 |
|                                         | Harzer-Villa | Goethestraße 17; 17a (Karte)                 | 1905 (Villa)                                                                                              | Villa mit Pförtnerhäuschen (Gartenhaus), Gartengestaltung und Einfriedung; eine der bedeutendsten Villenanlagen aus dem Anfang des 20. Jahrhunderts in Dresden, Beispiel der frühen Moderne und Reformarchitektur nach 1900, versachlicht, mit neoklassizistischen Elementen, Werk des lokal bekannten Architekten Richard Schleinitz, baugeschichtlich, personengeschichtlich und stadtentwicklungsgeschichtlich sowie künstlerisch bedeutend. | 09217973 |
|                                         | Villa mit Einfriedung | Goethestraße 19 (Karte)                      | 1901–1902 (Villa)                                                                                         | Beispiel des seinerzeit in der Architektur vorherrschenden Historismus, hier insbesondere der deutschen Renaissance oder des so genannten »Altdeutschen Stils«, dabei Elemente schon stilisiert, z. B. Gestaltungselemente des Jugendstils, Belebung der Fassaden durch diverse Anbauten und Zierfachwerk, Teil von Klotzsche-Königswald, baugeschichtlich und stadtentwicklungsgeschichtlich bedeutend. | 09217974 |
|                                         | Villa mit Einfriedung | Goethestraße 20 (Karte)                      | 1909–1910 (Villa)                                                                                         | mit einfachsten Formen und hohem Dach Beispiel der Reformarchitektur nach 1900, Teil von Klotzsche-Königswald, baugeschichtlich und stadtentwicklungsgeschichtlich bedeutend. | 09217975 |
|                                         | Villa | Goethestraße 26 (Karte)                      | um 1910 (Villa)                                                                                           | eingeschossig, mit hoch aufragendem Mansardgiebeldach und weitestgehend schmuckloser Fassade charakteristisches Beispiel für die Reformarchitektur kurz nach 1900, baugeschichtlich bedeutend, zudem als Teil von Klotzsche-Königswald stadtentwicklungsgeschichtlich von Belang. | 09218161 |
|                                         | Villa mit Pfeilern der Einfriedung                                                                                          | Goethestraße 27 (Karte)                      | 1912 (Villa)                                                                                              | charakteristischer versachlichter Wohnbau Anfang des 20. Jahrhunderts im Sinne der damals vorherrschenden Reformbaukunst, Ausstattung aus der Entstehungszeit, Teil von Klotzsche-Königswald, baugeschichtlich und stadtentwicklungsgeschichtlich bedeutend. | 09218160 |
|                                         | Einfamilienhaus/Villa mit Einfriedung                                                                                       | Goethestraße 29 (Karte)                      | bezeichnet 1910 (Villa)                                                                                   | mit seiner stark versachlichten Gestaltung typisches Beispiel für die Reformarchitektur aus dem Anfang des 20. Jahrhunderts, Teil von Klotzsche-Königswald, baugeschichtlich und stadtentwicklungsgeschichtlich bedeutend. | 09217976 |
|                                         | Mietshaus in Ecklage und offener Bebauung                                                                                   | Greifswalder Straße 2 (Karte)                | um 1910 (Mietshaus)                                                                                       | markanter versachlichter Bau der Reformarchitektur nach 1900, wenige akzentuierende Gestaltungselemente, hohes Dach, wichtig für das Ortsbild von Klotzsche, baugeschichtlich und stadtentwicklungsgeschichtlich bedeutend. | 09217977 |
|                                         | Wohnhaus in offener Bebauung                                                                                                | Greifswalder Straße 8 (Karte)                | 1928 (Wohnhaus)                                                                                           | modern und zugleich traditionell wirkender Bau 1928 mit Apotheke im Erdgeschoss errichtet, schmucklos sowie sachlich, mit streng axial gegliedert Fassade, Abschluss durch Walmdach, baugeschichtlich bedeutend. | 09218158 |
|                                         | Oehme-Haus | Greifswalder Straße 10 (Karte)               | 1925 (Atelier)                                                                                            | Atelierhaus; errichtet für den Kunstmaler Alfred Oehme, markantes Gebäude mit Zollingerdach, bemerkenswerte Interieurs, baugeschichtlich, ortsgeschichtlich und personengeschichtlich bedeutend sowie singulär. Wohnhaus des Malers Friedrich Alfred Oehme (1881–1935) von Architekt Woldemar Kandler, Oehmes Atelier mit einer von ihm gestalteten Kassettendecke bis heute erhalten. | 09218159 |
|                                         | Wohnhaus mit Einfriedung in offener Bebauung                                                                                | Greifswalder Straße 12 (Karte)               | bezeichnet 1923 (Wohnhaus)                                                                                | charakteristischer, traditionalistischer Bau mit Walmdach, Akzente setzen das hervorgehobene Portal und das Weinspalier, baugeschichtlich bedeutend. | 09217978 |
|                                         | Villa Hendrich | Hendrichstraße 1 (Karte)                     | 1887 (Villa)                                                                                              | Villa; typisches vorstädtisches Einfamilienhaus des ausgehenden 19. Jahrhunderts mit historisierender Fassade, markanten Dachaufbauten und seitlicher, offener und holzverzierter Eingangshalle, lehnt sich im Sinne des damals vorherrschenden Historismus u. a. mit der Ecknutung vor allem an italienische Renaissance an, baugeschichtlich bedeutend, zudem als Wohnstätte des Gemeinderates Hendrich personengeschichtlich und ortshistorisch von Belang. | 09217979 |
|                                         | Reihenhaus | Hendrichstraße 2; 4; 6; 8 (Karte)            | vor 1913 (Reihenhaus)                                                                                     | Teil einer Kleinwohnungskolonie der Baugenossenschaft Klotzsche-Königswald an der Ecke Am Hellerrand und Hendrichstraße, charakteristisches Kleinwohnungs- und Siedlungshaus um 1910, baugeschichtlich bedeutend (siehe Am Hellerrand 31 und 33–43). | 09217980 |
|                                         | Pfarrhaus | Hendrichstraße 35 (Karte)                    | 1880–1890 (Pfarrhaus)                                                                                     | Pfarrhaus; historisierendes Gebäude mit betonter Eingangsachse und seitlichem, hölzernen Balkonanbau, baugeschichtlich und ortsgeschichtlich bedeutend. | 09217981 |
|                                         | Verwaltungsgebäude | Hermann-Reichelt-Straße 3; 3a (Karte)        | 1950–1952 (Bürogebäude)                                                                                   | VEB Maschinen- und Apparatebau Dresden (ehem.), Bürogebäude; markanter breit gelagerter Bau mit vorkragenden Treppenhäusern und zwei niedrigeren Seitenflügeln, Fassade fast vollständig in Fensterbändern aufgelöst, seltenes Beispiel eines modern ausgeführten DDR-Baues der frühen 1950er Jahre, baugeschichtlich bedeutend. Künstlerische Säulengestaltung im Gebäude von Wolfgang Beier, Curt Großpietsch, Jochen Heuer, Rudolf Krüger, Albert Mann, Franz Nolde, Jürgen Seidel, Dieter Dreßler, Hildegard Stilijanow, Alfred Teichmann und Alfred Hesse. | 09218148 |
| Weitere Bilder                          | Lehr- und Unterkunftsgebäude des ersten und zweiten Lehrgangs der Luftkriegsschule Klotzsche                                | Hugo-Junkers-Ring 1 (Karte)                  | 1935–1937                                                                                                 | Traditionell gestalter Bau, als Teil der ehemaligen Luftkriegsschule in Klotzsche militärhistorisch und als exemplarische Beispiele für die Architekturentwicklung ihrer Zeit baugeschichtlich bedeutend (siehe auch Zur Wetterwarte 1/2) | 09307525 |
| Weitere Bilder                          | Lehr- und Unterkunftsgebäude des ersten und zweiten Lehrgangs der Luftkriegsschule Klotzsche                                | Hugo-Junkers-Ring 3 (Karte)                  | 1935–1937                                                                                                 | Traditionell gestalteter Bau, als Teil der ehemaligen Luftkriegsschule in Klotzsche militärhistorisch und als exemplarische Beispiele für die Architekturentwicklung ihrer Zeit baugeschichtlich bedeutend (siehe auch Zur Wetterwarte 1/2) | 09307524 |
| Weitere Bilder                          | Ehemaliges Wirtschafts- oder Küchengebäude des ersten und zweiten Lehrgangs der Luftkriegsschule Klotzsche                  | Hugo-Junkers-Ring 4 (Karte)                  | 1935–1937                                                                                                 | Zentrale Vierflügelanlage als Teil der ehemaligen Luftkriegsschule in Klotzsche, militärhistorisch und als exemplarische Beispiele für die Architekturentwicklung ihrer Zeit baugeschichtlich bedeutend (siehe auch Zur Wetterwarte 1/2) | 09307523 |
| Weitere Bilder                          | Lehr- und Unterkunftsgebäude des ersten und zweiten Lehrgangs der Luftkriegsschule Klotzsche                                | Hugo-Junkers-Ring 5 (Karte)                  | 1935–1937, bezeichnet mit 1935 und 1937                                                                   | Traditionell gestalteter Bau, als Teil der ehemaligen Luftkriegsschule in Klotzsche militärhistorisch und als exemplarisches Beispiel für die Architekturentwicklung seiner Zeit baugeschichtlich bedeutend (siehe auch Zur Wetterwarte 1/2) | 09218133 |
| Weitere Bilder                          | Lehr- und Unterkunftsgebäude des ersten und zweiten Lehrgangs der Luftkriegsschule Klotzsche                                | Hugo-Junkers-Ring 7 (Karte)                  | 1935–1937                                                                                                 | Traditionell gestalteter Bau, als Teil der ehemaligen Luftkriegsschule in Klotzsche militärhistorisch und als exemplarische Beispiele für die Architekturentwicklung ihrer Zeit baugeschichtlich bedeutend (siehe auch Zur Wetterwarte 1/2) | 09307526 |
| Weitere Bilder                          | Lehr- und Unterkunftsgebäude des ersten und zweiten Lehrgangs der Luftkriegsschule Klotzsche                                | Hugo-Junkers-Ring 9 (Karte)                  | 1935–1937                                                                                                 | Traditionell gestalteter Bau, als Teil der ehemaligen Luftkriegsschule in Klotzsche militärhistorisch und als exemplarische Beispiele für die Architekturentwicklung ihrer Zeit baugeschichtlich bedeutend (siehe auch Zur Wetterwarte 1/2) | 09307527 |
| Weitere Bilder                          | Lehr- und Unterkunftsgebäude des ersten und zweiten Lehrgangs der Luftkriegsschule Klotzsche                                | Hugo-Junkers-Ring 11 (Karte)                 | 1935–1937                                                                                                 | Traditionell gestalteter Bau, als Teil der ehemaligen Luftkriegsschule in Klotzsche militärhistorisch und als exemplarische Beispiele für die Architekturentwicklung ihrer Zeit baugeschichtlich bedeutend (siehe auch Zur Wetterwarte 1/2) | 09307528 |
|                                         | Villa mit Einfriedung | Käthe-Kollwitz-Platz 1 (Karte)               | 1907 (Villa)                                                                                              | repräsentativer Putzbau mit Jugendstilornamentik, Schmuckgiebel, variierenden Erkern und Natursteinsockel, baugeschichtlich bedeutend, als Teil des Ende des 19. Jahrhunderts begonnenen Ausbaus Klotzsches zum Kurort auch stadtentwicklungsgeschichtlich relevant. | 09217983 |
|                                         | Mietvilla mit Einfriedung in Ecklage                                                                                        | Käthe-Kollwitz-Platz 2 (Karte)               | 1902 (Mietvilla)                                                                                          | zeittypischer Putzbau, Jugendstil, geprägt von Türmchen, Zierfachwerk und Holzerker, baugeschichtlich bedeutend, als Teil des Ende des 19. Jahrhunderts begonnenen Ausbaus Klotzsches zum Kurort auch stadtentwicklungsgeschichtlich relevant. | 09217984 |
|                                         | Mietvilla mit Einfriedung                                                                                                   | Käthe-Kollwitz-Platz 3 (Karte)               | 1903 (Mietvilla)                                                                                          | repräsentativer Putzbau mit dominierendem straßenseitigen Erker und Zierfachwerk, Jugendstilelemente, baugeschichtlich bedeutend, als Teil des Ende des 19. Jahrhunderts begonnenen Ausbaus Klotzsches zum Kurort auch stadtentwicklungsgeschichtlich relevant. | 09217985 |
|                                         | Villa Emma | Kieler Straße 1 (Karte)                      | 1894–1895 (Villa)                                                                                         | Villa mit Einfriedung; repräsentativer Villenbau, Um- und Ausbau in den 1910er Jahren, charakteristisch der nur sparsam, aber akzentuierend eingesetzte Bauschmuck als figuraler und ornamentaler Dekor, dominiert von neoklassizistischen Formen und Motiven des späten Jugendstils, anspruchsvolle Gestaltung, Anwesen vor allem baugeschichtlich, stadtentwicklungsgeschichtlich und künstlerisch bedeutend. | 09217987 |
|                                         | Mietshaus mit Einfriedung und Pforte in Ecklage und offener Bebauung                                                        | Kieler Straße 2 (Karte)                      | um 1910 (Mietshaus)                                                                                       | schlichter Putzbau mit Laden, dominierendem Mansardwalmdach und sparsamen Dekor, zeittypische Reformstilarchitektur, baugeschichtlich von Bedeutung. | 09217988 |
|                                         | Mietvilla mit Einfriedung                                                                                                   | Kieler Straße 6 (Karte)                      | 1899 (Mietvilla)                                                                                          | zeittypischer Putzbau mit Heimatstilelementen, geprägt von Zierfachwerk, Erker und Loggien, baugeschichtlich bedeutend, als Teil des Ende des 19. Jahrhunderts begonnenen Ausbaus Klotzsches zum Kurort auch stadtentwicklungsgeschichtlich relevant. | 09217989 |
|                                         | Villa mit Torbogen und Einfriedung                                                                                          | Kieler Straße 8 (Karte)                      | 1896 (Villa)                                                                                              | schlichter Putzbau vom Ende des 19. Jahrhunderts, geprägt von straßenseitigem Holzbalkon mit Ziergiebel, baugeschichtlich und stadtentwicklungsgeschichtlich von Bedeutung. | 09217990 |
|                                         | Villa Weidmannsruh | Kieler Straße 9 (Karte)                      | 1893 (Villa)                                                                                              | Villa, zeittypischer Putzbau mit Anklängen an den Schweizerhausstil, geprägt von Schwebegiebeln, baugeschichtlich bedeutend, als Teil des Ende des 19. Jahrhunderts begonnenen Ausbaus Klotzsches zum Kurort auch stadtentwicklungsgeschichtlich relevant. | 09217991 |
|                                         | Villa Loreley | Kieler Straße 10 (Karte)                     | 1895 (möglw. 1896)                                                                                        | Villa mit Einfriedung; historisierender Putzbau mit straßenseitiger Holzloggia und hölzernem Eingangshäuschen, geprägt von Mittelrisalit mit sparsamen Dekor und Klinkerfassade, Farbglasfenster mit Jugendstilmotiv im westlichen Anbau, baugeschichtlich und stadtentwicklungsgeschichtlich von Belang, als Wohnstätte von Conrad Felixmüller zudem personengeschichtlich bedeutend. | 09217992 |
|                                         | Mietvilla mit Einfriedung                                                                                                   | Kieler Straße 15 (Karte)                     | 1911 (Mietvilla)                                                                                          | charakteristischer versachlichter Wohnbau aus dem Anfang des 20. Jahrhunderts, weitgehend bauzeitlich erhalten, baugeschichtlich bedeutend. | 09217993 |
|                                         | Villa | Kieler Straße 17 (Karte)                     | 1912–1913 (Villa)                                                                                         | Putzbau mit dominierendem Mansardkrüppelwalmdach und hohem Souterraingeschoss, weitgehend schlichte, schmucklose Fassade, charakteristisches Beispiel für die Reformarchitektur nach 1900, baugeschichtlich bedeutend, zudem als Teil von Klotzsche-Königswald stadtentwicklungsgeschichtlich von Belang. | 09217994 |
|                                         | Villa „Glück Auf“ | Kieler Straße 19 (Karte)                     | 1911 (Mietvilla)                                                                                          | Mietvilla mit Einfriedung; charakteristischer versachlichter Wohnbau vom Anfang des 20. Jahrhunderts mit schlichter Putzfassade und hohem Mansardwalmdach, weitgehend bauzeitlich erhalten und deshalb baugeschichtlich bedeutend, als Teil des Ende des 19. Jahrhunderts begonnenen Ausbaus Klotzsches zum Kurort auch stadtentwicklungsgeschichtlich relevant. | 09217995 |
|                                         | Villa mit Einfriedung | Kieler Straße 20 (Karte)                     | 1885 (möglw. 1895)                                                                                        | klassischer historisierender Bau des ausgehenden 19. Jahrhunderts, dominiert von hölzernem Verandavorbau, vor allem baugeschichtlich bedeutend. | 09217996 |
|                                         | Mietvilla mit Einfriedung in Ecklage                                                                                        | Kieler Straße 21 (Karte)                     | 1911–1912 (Mietvilla)                                                                                     | zeittypisch versachlichter Wohnbau im Reformstil, mit schlichter Putzfassade, hohem Mansardwalmdach und Natursteinsockel, baugeschichtlich bedeutend, als Teil des Ende des 19. Jahrhunderts begonnenen Ausbaus Klotzsches zum Kurort auch stadtentwicklungsgeschichtlich relevant. | 09217997 |
|                                         | Wohnhaus mit Einfriedung in offener Bebauung                                                                                | Kieler Straße 26 (Karte)                     | um 1930 (Wohnhaus)                                                                                        | bemerkenswertes und charakteristisches Holzhaus um 1930, bauliches Zeugnis der Architekturbewegung jener Zeit, preiswert und solide gestaltete Wohnhäuser auch in Fertigteilbauweise anzubieten, baugeschichtlich von Bedeutung | 09218345 |
|                                         | Einfamilienhaus mit Einfriedung                                                                                             | Kieler Straße 29 (Karte)                     | um 1930 (Wohnhaus), um 1930 (Einfamilienwohnhaus)                                                         | zeittypischer Bau der 30er Jahre, mit schlichter Putzfassade und hohem Walmdach, belebt durch Klappläden, baugeschichtlich bedeutend. | 09217998 |
|                                         | Mietvilla mit Einfriedung                                                                                                   | Kieler Straße 31 (Karte)                     | um 1912 (Mietvilla)                                                                                       | Villenbau mit Putzfassade und Natursteinsockel, Reformstil der Zeit um 1910, dominiert von hohem Mansardwalmdach, sparsamer Dekor mit Zierfachwerk und Verschieferung, baugeschichtlich bedeutend, als Teil des Ende des 19. Jahrhunderts begonnenen Ausbaus Klotzsches zum Kurort auch stadtentwicklungsgeschichtlich relevant. | 09217999 |
|                                         | Mietvilla mit Einfriedung                                                                                                   | Kieler Straße 33 (Karte)                     | um 1912 (Mietvilla)                                                                                       | zeittypisches Beispiel der Reformstilarchitektur, Putzbau mit dominierendem Mansardwalmdach und sparsamen Dekor, baugeschichtlich bedeutend. | 09218000 |
|                                         | Schmuckplatz und Gedenkstein                                                                                                | Kieler Straße 47 (neben) (Karte)             | 1916 (Denkmal)                                                                                            | Gedenkstein für Theodor Körner mit Inschrift, Relief und giebelförmiger Bedachung, kleine Platzanlage in Ecklage zur Karl-Marx-Straße, ortsgeschichtlich bedeutend. Grünanlage gegenüber dem Rathaus (Kieler Straße 52), seit 1916 mit Gedenkstein für Theodor Körner von Bildhauer Georg Gröne (1864–1935), einem Mitglied des Königlich-Sächsischen Militärvereins Klotzsche. | 09218147 |
|                                         | Rathaus Klotzsche | Kieler Straße 52 (Karte)                     | 1906–1907 (Rathaus)                                                                                       | Rathaus mit rückwärtigem Feuerwehrgebäude; repräsentativer Verwaltungsbau im Jugendstil, innen Bürgersaal mit Ornamentik und Wappen, heute von Stadtbezirksamt und Sparkasse genutzt, baugeschichtlich und ortsgeschichtlich sowie künstlerisch bedeutend. Rathaus von Architekt Gustav Rudolph, mit Gemälde von Friedrich Alfred Oehme im Ratssaal, bis 1950 Sitz der Gemeinde- bzw. Stadtverwaltung, heute Sitz des Stadtbezirksamtes Klotzsche, Ratssaal seit 1998 als Bürgersaal öffentlich zugänglich. | 09218001 |
|                                         | Wohnhaus mit Einfriedung in offener Bebauung                                                                                | Kieler Straße 58 (Karte)                     | 1924 (Wohnhaus)                                                                                           | Putzbau mit hohem Walmdach, charakteristisches Beispiel des Kleinwohnungs- und Siedlungsbaus der 1920er Jahre, baugeschichtlich bedeutend. | 09218146 |
|                                         | Weinbergsmauern, Torpfeiler und Gewölbe                                                                                     | Klotzscher Hauptstraße 22a; 24; 26 (Karte)   | bezeichnet 1802 (Weinbergmauer), bezeichnet 1802 über Türsturz (Keller)                                   | Kellergewölbe über Türsturz mit 1802 datiert, ortsgeschichtlich bedeutend und ortsbildprägend. | 09218164 |
| Weitere Bilder                          | Sächsische Landesschule | Königsbrücker Landstraße 2 (Karte)           | 1925 (Schule)                                                                                             | Schulgebäude; erhaltener Teil einer großzügigen Anlage eines Reform-Realgymnasiums, verloren sind der Gartenhof mit Pergola, sechs Schülerheimen und Aula sowie weitere Gebäude (Turnhalle, Rektor- und Konrektorhaus, Wohnhaus für Lehrer usw.), trotz Verluste baugeschichtlich, landesgeschichtlich und ortsgeschichtlich bedeutend. | 09218002 |
|                                         | Schänkhübel (ehem.) | Königsbrücker Landstraße 7; 7a (Karte)       | 1835 (Gasthaus)                                                                                           | Gasthaus mit Ausspanne (ehem.); heute Wohnhaus mit schlichter, schmuckloser Putzfassade, als bedeutende historische Lokalität ortsgeschichtlich von Bedeutung. | 09218003 |
|                                         | „Haus Tannengrün“ | Königsbrücker Landstraße 26 (Karte)          | um 1880 (Villa)                                                                                           | Villa mit Einfriedung; zeittypischer Putzbau, Heimatststil, weit überstehendes Satteldach und dominierender Schwebgiebel, Zierfachwerk, baugeschichtlich und stadtentwicklungsgeschichtlich von Bedeutung. | 09218004 |
|                                         | Villa | Königsbrücker Landstraße 30 (Karte)          | 1891 (Villa)                                                                                              | schlichter, charakteristischer Bau vom Ende des 19. Jahrhunderts, landhausartig mit Anklängen an den Schweizerhausstil, durch weite Dachüberstände gekennzeichnet, baugeschichtlich und stadtentwicklungsgeschichtlich bedeutend. | 09218005 |
|                                         | Villa | Königsbrücker Landstraße 31 (Karte)          | 1895–1896, bezeichnet 1896 (Villa)                                                                        | zeittypisch historisierender Bau des ausgehenden 19. Jahrhunderts, Putzfassade mit bauzeitlicher Gliederung und Natursteinsockel, vor allem baugeschichtlich bedeutend. | 09218006 |
|                                         | Villa mit Einfriedung | Königsbrücker Landstraße 38 (Karte)          | 1892 (Villa)                                                                                              | klassischer, historisierender Bau des ausgehenden 19. Jahrhunderts mit Putzfassade und Natursteingliederung, vor allem baugeschichtlich bedeutend. | 09218007 |
|                                         | Wohnhaus in offener Bebauung                                                                                                | Königsbrücker Landstraße 41 (Karte)          | 1927 (Einfamilienwohnhaus)                                                                                | charakteristisches Einfamilienhaus der 1920er Jahre, traditionell gestaltet mit hohem Walmdach und Putzfassade, Ansicht von gesprossten Fenstern, Erker und Klappläden belebt, Anwesen vor allem baugeschichtlich bedeutend. | 09218008 |
|                                         | Villa | Königsbrücker Landstraße 43 (Karte)          | 1891 (Villa)                                                                                              | für seine Entstehungszeit charakteristischer, historisierender Wohnbau mit Klinkerfassade und Natursteinsockel, Anklänge an den Heimatstil, vor allem baugeschichtlich bedeutend. | 09218009 |
|                                         | Villa mit Einfriedung | Königsbrücker Landstraße 50 (Karte)          | 1897–1898 (Villa)                                                                                         | Wohnstätte der Sängerin Hermany (Hermann), einer der aufwendigsten und reizvollsten Bauten von Klotzsche, Werk des namhaften Architekten Otto Foerster, historistische, malerische Gestaltung der Fassade, dominiert von Turmanbau und Zierfachwerk, hervorgehobener Eingang, Anwesen baugeschichtlich und personengeschichtlich sowie künstlerisch bedeutend. | 09218010 |
|                                         | Wohn- und Geschäftshaus in offener Bebauung                                                                                 | Königsbrücker Landstraße 54 (Karte)          | 1897 (Wohn- und Geschäftshaus)                                                                            | zeittypisch historisierender Putzbau mit Natursteingliederung und Mansardwalmdach, baugeschichtlich von Bedeutung. | 09218011 |
|                                         | Villa Maria | Königsbrücker Landstraße 55 (Karte)          | 1890 (Mietvilla)                                                                                          | Mietvilla; charakteristischer, historisierender Wohnbau des ausgehenden 19. Jahrhunderts mit markanter, flächiger Putzgliederung, baugeschichtlich bedeutend, als Teil von Klotzsche-Königswald stadtentwicklungsgeschichtlich von Belang. | 09218012 |
|                                         | Wohn- und Geschäftshaus in offener Bebauung                                                                                 | Königsbrücker Landstraße 56 (Karte)          | 1903 (Wohn- und Geschäftshaus)                                                                            | repräsentativer Putzbau mit dominierenden Ecktürmchen und Zierfachwerkgiebeln, Jugendstilelemente, baugeschichtlich und stadtentwicklungsgeschichtlich bedeutend. | 09218013 |
|                                         | Wohn- und Geschäftshaus mit Einfriedung, in Ecklage und offener Bebauung                                                    | Königsbrücker Landstraße 59 (Karte)          | 1904 (Wohn- und Geschäftshaus)                                                                            | repräsentativer Putzbau mit Natursteinsockelzone, Jugendstil, mit variierenden Erkern und Türmchen, baugeschichtlich und stadtentwicklungsgeschichtlich bedeutend. | 09218014 |
|                                         | Wohn- und Geschäftshaus in Ecklage und offener Bebauung                                                                     | Königsbrücker Landstraße 61 (Karte)          | um 1900 (Wohn- und Geschäftshaus)                                                                         | repräsentativer Bau mit bewegter Fassadengestaltung und Dachlandschaft, dominiert von hohem Mansardwalmdach, Ecktürmchen und Zierfachwerk, baugeschichtlich bedeutend, als Teil des Ende des 19. Jahrhunderts begonnenen Ausbaus Klotzsches zum Kurort auch stadtentwicklungsgeschichtlich relevant. Von 1918 bis 1931 Wohnsitz des Kunstmalers Conrad Felixmüller. | 09218015 |
|                                         | Doppelwohn- und Geschäftshaus (Wolgaster Straße 8 und Königsbrücker Landstraße 66b) in Ecklage und offener Bebauung         | Königsbrücker Landstraße 66b (Karte)         | um 1910 (Wohn- und Geschäftshaus)                                                                         | zeittypischer Reformstilbau, dominiert von hohem Mansardwalmdach, Lage durch breite verbrochene Ecke in repräsentativer Gestaltung betont, Putzfassade mit sparsamen Dekor, baugeschichtlich bedeutend, als Teil des Ende des 19. Jahrhunderts begonnenen Ausbaus Klotzsches zum Kurort auch stadtentwicklungsgeschichtlich relevant. | 09218082 |
|                                         | Mietvilla mit Einfriedung                                                                                                   | Königsbrücker Landstraße 68 (Karte)          | 1899 (Mietvilla)                                                                                          | zeittypisch historisierender Wohnbau mit Putzfassade, Ansicht geprägt von Mittelrisalit und offenen Loggien, baugeschichtlich bedeutend, als Teil des Ende des 19. Jahrhunderts begonnenen Ausbaus Klotzsches zum Kurort auch stadtentwicklungsgeschichtlich relevant. | 09218016 |
|                                         | Villa Daheim | Königsbrücker Landstraße 72 (Karte)          | 1888–1889 (Mietvilla)                                                                                     | Mietvilla; charakteristischer, historisierender Bau des ausgehenden 19. Jahrhunderts, Ansicht geprägt von Türmchen und belebt durch Klappläden und zurückhaltendem Dekor, baugeschichtlich bedeutend, zudem als Teil der Kolonie Klotzsche-Königswald stadtentwicklungsgeschichtlich bedeutend. | 09218018 |
|                                         | Carolaschlösschen; Kurhotel; Kurhaus Klotzsche                                                                              | Königsbrücker Landstraße 73; 75 (Karte)      | 1887 (Kurhaus), 1899 (Ballsaal)                                                                           | Gast- und Kurhaus mit Ballsaal und Terrassenanlage in Ecklage; repräsentative Putzbauten mit historisierender Gestaltung, Saal mit aufwendiger Ausstattung, baugeschichtlich, kulturgeschichtlich und ortsgeschichtlich bedeutend. | 09218019 |
|                                         | Villa Waldlust | Königsbrücker Landstraße 74 (Karte)          | 1891 (Mietvilla)                                                                                          | Mietvilla; zeittypischer, landhausartiger Bau mit Anklängen an den Schweizerhausstil, dominiert von straßenseitigem Erker und Schwebgiebel, baugeschichtlich bedeutend, als Teil des Ende des 19. Jahrhunderts begonnenen Ausbaus Klotzsches zum Kurort auch stadtentwicklungsgeschichtlich relevant. | 09218020 |
|                                         | Mietvilla | Königsbrücker Landstraße 76 (Karte)          | 1887–1888 (Mietvilla)                                                                                     | schlichter, aber charakteristischer Bau vom Ende des 19. Jahrhunderts, landhausartig, mit Anklängen an den Schweizerhausstil, der durch weite Dachüberstände und Holzzier gekennzeichnet ist, vom Dresdner Beamten-Bauverein errichtet, baugeschichtlich und sozialgeschichtlich bedeutend. | 09218021 |
|                                         | Mietshaus in offener Bebauung                                                                                               | Königsbrücker Landstraße 81 (Karte)          | 1903 (Mietshaus)                                                                                          | mit Laden, zeittypischer Putzbau mit Jugendstilelementen, baugeschichtlich bedeutend, als Teil des Ende des 19. Jahrhunderts begonnenen Ausbaus Klotzsches zum Kurort auch stadtentwicklungsgeschichtlich relevant. | 09218023 |
|                                         | Wohn- und Geschäftshaus in Ecklage und offener Bebauung                                                                     | Königsbrücker Landstraße 83 (Karte)          | 1894 (Wohn- und Geschäftshaus)                                                                            | schlichter, historisierender Bau mit Putz-Klinker-Fassade, baugeschichtlich bedeutend, als Teil des Ende des 19. Jahrhunderts begonnenen Ausbaus Klotzsches zum Kurort auch stadtentwicklungsgeschichtlich relevant. | 09218024 |
|                                         | Mietvilla | Königsbrücker Landstraße 86 (Karte)          | 1887 (Mietvilla)                                                                                          | zeittypischer, landhausartiger Bau mit Anklängen an den Schweizerhausstil, Ansicht geprägt von straßenseitigem Mittelrisalit mit Ziergiebel, baugeschichtlich bedeutend, als Teil des Ende des 19. Jahrhunderts begonnenen Ausbaus Klotzsches zum Kurort auch stadtentwicklungsgeschichtlich relevant. | 09218025 |
|                                         | Villa mit Einfriedung | Königsbrücker Landstraße 87 (Karte)          | 1893 (Villa)                                                                                              | schlichter, charakteristischer Wohnbau des ausgehenden 19. Jahrhunderts mit historisierender Klinkerfassade, baugeschichtlich von Bedeutung, als Teil von Klotzsche-Königswald stadtentwicklungsgeschichtlich relevant. | 09218026 |
|                                         | Mietshaus mit Einfriedung in Ecklage und offener Bebauung                                                                   | Königsbrücker Landstraße 89 (Karte)          | 1896–1899 (Mietshaus)                                                                                     | zeittypischer Bau mit historisierender Klinker-Werkstein-Fassade, Lage durch verbrochene Ecke und Turmaufbau betont, baugeschichtlich und stadtentwicklungsgeschichtlich von Belang. | 09218027 |
|                                         | Wohnhaus in offener Bebauung                                                                                                | Königsbrücker Landstraße 93 (Karte)          | um 1925 (Wohnhaus)                                                                                        | charakteristisches Einfamilienhaus der 1920er Jahre mit expressionistischen Motiven, Putzfassade belebt durch Klappläden, baugeschichtlich und stadtentwicklungsgeschichtlich von Belang. | 09218028 |
|                                         | Villa | Königsbrücker Landstraße 95 (Karte)          | 1888 (Villa)                                                                                              | landhausartiger Bau im Schweizerhausstil, dominiert von Schwebegiebeln und weitem Dachüberstand, straßenseitig aufwendiger Holzzierbalkon, baugeschichtlich bedeutend, als Teil von Klotzsche-Königswald stadtentwicklungsgeschichtlich bedeutend. | 09218029 |
|                                         | Villa mit Einfriedung | Königsbrücker Landstraße 97 (Karte)          | 1889 (Villa)                                                                                              | zeittypischer, landhausartiger Bau mit Anklängen an den Schweizerhausstil, schlichte Putzfassade, Ansicht geprägt von Wintergarten, hölzernem Eingangshäuschen und Schwebgiebel, baugeschichtlich bedeutend, als Teil des Ende des 19. Jahrhunderts begonnenen Ausbaus Klotzsches zum Kurort auch stadtentwicklungsgeschichtlich relevant. | 09218030 |
|                                         | Villa | Königsbrücker Landstraße 103 (Karte)         | 1891–1892 (Villa)                                                                                         | charakteristisches Landhaus aus dem späten 19. Jahrhundert, vor allem geprägt vom Schweizerstil, der durch weite Dachüberstände und Holzzier gekennzeichnet ist, 1925 nach Norden in angepasster Form erweitert, vor allem baugeschichtlich bedeutend. | 09218031 |
|                                         | Villa mit jüngerem Anbau | Königsbrücker Landstraße 105 (Karte)         | 1890–1891 (Villa)                                                                                         | charakteristischer, historisierender Wohnbau des ausgehenden 19. Jahrhunderts, vor allem im Sinne der Neorenaissance, auffällig die Drempelgestaltung, aufwendige Holzveranda, Kontext mit rückwärtiger Erweiterung ungewöhnlich und in dieser konsequenten Form für die Zeit kurz nach 1900 eher selten, bauzeitliche Putzgliederung an Nordseite noch erhalten, vor allem baugeschichtlich und im Zusammenhang mit Klotzsche-Königswald stadtentwicklungsgeschichtlich bedeutend. | 09218032 |
|                                         | Villa | Königsbrücker Landstraße 107 (Karte)         | 1902–1903, bezeichnet 1903 (Villa)                                                                        | neobarocker Bau aus dem Anfang des 20. Jahrhunderts, aufwendiger Bauschmuck mit sparsamen Jugendstileldekor, dominiert von Mittelrisalit mit Türmchenaufsatz, Anwesen baugeschichtlich und stadtentwicklungsgeschichtlich bedeutend. | 09218033 |
|                                         | Mietvilla in Ecklage und Einfriedung                                                                                        | Königsbrücker Landstraße 109 (Karte)         | 1901–1902 (Mietvilla)                                                                                     | gestalterisch hervorgehobenes Gebäude mit Turmanbau, Zierfachwerk und Holzbalkonen, vor allem als bauliches Zeugnis seiner Zeit architekturhistorisch bedeutend, darüber hinaus als Teil von Klotzsche-Königswald stadtentwicklungsgeschichtlich von Belang. | 09218034 |
|                                         | Mietvilla in Ecklage | Königsbrücker Landstraße 111 (Karte)         | 1899 (Mietvilla)                                                                                          | zeittypisch historisierendes Gebäude mit übergiebelten Risaliten und Eckerker, Putzfassade mit sparsamen Dekor, als bauliches Zeugnis seiner Zeit architekturhistorisch bedeutend, darüber hinaus als Teil von Klotzsche-Königswald – hier des Käthe-Kollwitz-Platz-Ensembles – tadtentwicklungsgeschichtlich von Belang. | 09218035 |
|                                         | Mietvilla in Ecklage | Korolenkostraße 1 (Karte)                    | 1896 (Mietvilla)                                                                                          | gestalterisch hervorgehobenes Gebäude mit Turmanbau und vielfältigem, historisierendem Fassadenschmuck, vor allem als bauliches Zeugnis seiner Zeit architekturhistorisch bedeutend, darüber hinaus als Teil von Klotzsche-Königswald stadtentwicklungsgeschichtlich von Belang. | 09218036 |
|                                         | Mietvilla mit Einfriedung                                                                                                   | Korolenkostraße 3 (Karte)                    | 1904–1905, bezeichnet 1904? (Wetterfahne)                                                                 | vergleichsweise aufwendiger, teilweise noch historisierender Bau aus dem Anfang des 20. Jahrhunderts, dominiert von Giebel mit Jugendstil-Fachwerk und seitlichem, in spitzer Haube endendem Treppenturm, als Zeugnis für die Architektur seiner Zeit vor allem baugeschichtlich bedeutend, darüber hinaus auch stadtentwicklungsgeschichtlich von Belang. | 09218037 |
|                                         | Mietvilla mit Einfriedung                                                                                                   | Korolenkostraße 5 (Karte)                    | um 1910 (Mietvilla)                                                                                       | schlichter Wohnbau mit sparsam verzierter Putzfassade, geprägt von hohem Mansardwalmdach, baugeschichtlich bedeutend und stadtentwicklungsgeschichtlich relevant. | 09218038 |
|                                         | Neue Schule; Höhere Knaben- und Mädchenschule Klotzsche-Königswald; 82. Oberschule                                          | Korolenkostraße 6 (Karte)                    | 1913–1914 (Schule), bezeichnet 1906 (Turnhalle)                                                           | Schulgebäude und Turnhalle; zeittypischer Schulbau nach 1910 mit schlichter Putzfassade und sparsamen Dekor, vergleichbar Schulbauten von Hans Erlwein, bauzeitlich erhalten, baugeschichtlich und ortsgeschichtlich bedeutend zudem stadtentwicklungsgeschichtlich relevant. Erweiterungsbau Schule und Turnhalle, von den Gebrüdern Kießling aus Kötzschenbroda entworfen, zunächst Volks- und Realschule, später „Höhere Knaben- und Mädchenschule“ von Klotzsche-Königswald, bis 1989 „Siegfried-Rädel-Schule“, heute 82. Oberschule. | 09217959 |
|                                         | Gasthaus „Deutsche Eiche“                                                                                                   | Langebrücker Straße 2 (Karte)                | 1897 (Gasthaus)                                                                                           | Gasthaus in Ecklage; repräsentativer Bau, Putzfassade mit Zierfachwerk und Jugendstilelementen, Lage durch verbrochene Ecke, Giebel und Türmchen betont, seit der Erbauungszeit ununterbrochen bewirtschaftet und damit ein besonders traditionsreiches Dresdner Lokal, baugeschichtlich und ortsgeschichtlich bedeutend, als Teil des Ende des 19. Jahrhunderts begonnenen Ausbaus Klotzsches zum Kurort auch stadtentwicklungsgeschichtlich relevant. | 09218039 |
|                                         | Wohnhaus in offener Bebauung                                                                                                | Langebrücker Straße 4 (Karte)                | 1897 (Wohnhaus)                                                                                           | zeittypischer Putzbau mit Anklängen an den Schweizerhausstil, östlicher Schwebgiebel mit Holzzier, baugeschichtlich bedeutend, als Teil des Ende des 19. Jahrhunderts begonnenen Ausbaus Klotzsches zum Kurort auch stadtentwicklungsgeschichtlich relevant. | 09218040 |
|                                         | Hermann-Göring-Kaserne (ehem.): Drei Kasernengebäude (Stabsgebäude)                                                         | Manfred-von-Ardenne-Ring 20 (Karte)          | um 1935 (Kaserne)                                                                                         | Drei Kasernengebäude (Stabsgebäude), verbunden durch Pergolen, dazu zwei Torhäuser und Kommandantur; Kaserne für Einheiten der Luftnachrichten, Anlage von ursprünglich etwa 25 Häusern mit Stabsgebäuden, Torhäusern, Kommandantur, Unterkünften, Garagenhallen, Offizierskasino, Gerätehof und Eigenheimanlage, davon drei Stabsgebäude, zwei Torhäuser und die Kommandantur erhalten, heute Technologiezentrum, bemerkenswerte Beispiele der Kasernenarchitektur der NS-Zeit, baugeschichtlich bedeutend, zudem als Zeitzeugnisse militär- und ortsgeschichtlich von Belang. | 09218180 |
|                                         | Konzert- und Ballhaus Alberthöhe                                                                                            | Max-Hünig-Straße 13 (Karte)                  | 1888 (Gasthaus), 1899 (Ballsaal), um 1925 (Hinterhaus)                                                    | Ehemaliges Gasthaus mit Ballsaal und südwestlichem Anbau; mittlerweile Wohnnutzung, gusseiserne Säulen und anderweitige Ausstattung in den Räumen erhalten, als eines der letzten überkommenen historischen Tanzetablissements von Dresden baugeschichtlich und ortsgeschichtlich bedeutend. | 09218043 |
|                                         | Mietvilla mit Einfriedung                                                                                                   | Max-Hünig-Straße 25 (Karte)                  | 1889 (Mietvilla)                                                                                          | historisierender Bau mit schlichter Putzfassade und aufwendiger Holzveranda, vor allem baugeschichtlich bedeutend. | 09218042 |
|                                         | Haus „St. Hubertus“ | Prof.-von-Finck-Straße 6 (Karte)             | 1887–1888 (Villa)                                                                                         | Villa mit Einfriedung; zeittypischer Bau, dominiert von weiten Dachüberständen und Holzbalkonen als Anklänge an den Schweizerhausstil, baugeschichtlich bedeutend, als Teil des Ende des 19. Jahrhunderts begonnenen Ausbaus Klotzsches zum Kurort auch stadtentwicklungsgeschichtlich relevant. | 09218044 |
|                                         | Wohn- und Gewerbegebäude mit Garagenanbau und Einfriedung                                                                   | Rostocker Straße 2 (Karte)                   | 1904–1905 (Wohnhaus)                                                                                      | heute nur noch Wohnnutzung, charakteristischer Bau aus dem Anfang des 20. Jahrhunderts zwischen versachlichter Architektur und Heimatstil, belebt durch Zierfachwerk, zeitweilig Sitz einer Firma mit Kleinfabrikation von Waffeln, baugeschichtlich, ortsgeschichtlich und sozialgeschichtlich bedeutend. Wohnhaus des Malers Rudolf Nehmer. | 09218045 |
|                                         | Mietvilla mit Einfriedung                                                                                                   | Rostocker Straße 4 (Karte)                   | 1888 (Mietvilla)                                                                                          | landhausartiger Villenbau mit Putzfassade, geprägt von Schwebgiebel und seitlichen Holzbalkonen, baugeschichtlich bedeutend, als Teil des Ende des 19. Jahrhunderts begonnenen Ausbaus Klotzsches zum Kurort auch stadtentwicklungsgeschichtlich relevant. | 09218046 |
|                                         | Mietvilla mit Einfriedung                                                                                                   | Rostocker Straße 8 (Karte)                   | 1907 (Mietvilla)                                                                                          | charakteristisches Beispiel eines Wohnbaus aus dem Anfang des 20. Jahrhunderts, versachlicht, aber noch mit Reminiszenzen an den Historismus vor 1900, auffällig die Krüppelwalmgiebel, im Erdgeschoss offene Loggia mit Säulenstellung als Renaissance-Motiv, baugeschichtlich und stadtentwicklungsgeschichtlich bedeutend. | 09218047 |
|                                         | Mietvilla mit Einfriedung                                                                                                   | Rostocker Straße 9 (Karte)                   | 1896 (Mietvilla)                                                                                          | zeittypisch historisierender Bau mit Klinkerfassade, geprägt von Mittelrisalit mit Schwebgiebel, vor allem von baugeschichtlichem Wert, als Teile des markanten Stadtquartiers Klotzsche-Königswald zudem stadtentwicklungsgeschichtlich bedeutend. | 09218048 |
|                                         | Villa mit Einfriedung | Rostocker Straße 10 (Karte)                  | 1898–1899 (Villa)                                                                                         | historisierender Wohnbau des späten 19. Jahrhunderts mit dafür typischen Gestaltungselementen wie Turmaufbau, Zierfachwerk und Loggia, als architektonisches Zeugnis seiner Zeit vor allem baugeschichtlich bedeutend, als Teil des Ende des 19. Jahrhunderts begonnenen Ausbaus Klotzsches zum Kurort auch stadtentwicklungsgeschichtlich relevant. | 09218343 |
|                                         | Villa mit Einfriedung | Rostocker Straße 13 (Karte)                  | 1901–1902 (Villa)                                                                                         | markanter und architektonisch interessanter Bau der Stilelemente des späten Historismus in Form von Zierfachwerk und Türmchen, Andeutungen von Jugendstil und durch Umbau hinzugekommene Bauteile, wie das Treppenhaus, in sachlicher Ausführung miteinander verbindet, vergleichsweise aufwendiger Fassadenschmuck, Anwesen baugeschichtlich und künstlerisch bedeutend, als Teil des Ende des 19. Jahrhunderts begonnenen Ausbaus Klotzsches zum Kurort auch stadtentwicklungsgeschichtlich relevant. | 09218176 |
|                                         | Villa in Ecklage | Selliner Straße 1 (Karte)                    | 1905 (Villa)                                                                                              | typische Stilvilla eines noch Anfang des 20. Jahrhunderts nachklingenden Historismus mit Elementen der Deutschen Renaissance und des Barock, dominiert von Eckturm und hölzernem Verandavorbau, sparsamer Dekor, vor allem baugeschichtlich bedeutend, als Teil des Ende des 19. Jahrhunderts begonnenen Ausbaus Klotzsches zum Kurort auch stadtentwicklungsgeschichtlich relevant. | 09218049 |
|                                         | Wohnhaus mit Einfriedung in offener Bebauung                                                                                | Selliner Straße 3 (Karte)                    | um 1930 (Wohnhaus)                                                                                        | charakteristisches Gebäude der 1930er Jahre in der Verbindung von klassischem, traditionellem Bauen mit modernen Akzenten und reduzierter Gestaltungsweise Heimatschutzarchitektur, mit hohem Walmdach, Ansicht belebt von Klappläden und bestimmt von rundem Treppenhausturm, baugeschichtlich von Bedeutung. | 09218050 |
|                                         | Mietvilla mit Einfriedung                                                                                                   | Selliner Straße 5 (Karte)                    | um 1905 (Mietvilla)                                                                                       | zeittypischer Putzbau im Reformstil aus dem Anfang des 20. Jahrhunderts, mit hohem Mansardwalmdach, reduziertem Dekor und belebt von variierenden Erkern, baugeschichtlich bedeutend, als Teil des einstigen Klotzsche-Königswald auch stadtentwicklungsgeschichtlich von Belang. | 09218051 |
|                                         | Villa mit Einfriedung | Selliner Straße 6 (Karte)                    | 1906–1907 (Villa)                                                                                         | zeittypischer Villenbau, historisierend mit Reformstilelementen, markante Farbglasfenster und teilweise bauzeitliche Ausstattung, geprägt von Eckturm, sparsamer Dekor, vor allem baugeschichtlich bedeutend, als Teil des Ende des 19. Jahrhunderts begonnenen Ausbaus Klotzsches zum Kurort auch stadtentwicklungsgeschichtlich relevant. | 09218052 |
|                                         | Mietvilla mit Springbrunnen und Einfriedung                                                                                 | Selliner Straße 8 (Karte)                    | 1911–1912 (Mietvilla)                                                                                     | Mietvillenbau dominiert von hohem Mansardwalmdach und straßenseitigem Standerker, Putzfassade mit sparsamen Dekor, Beispiel der Reformarchitektur aus dem Anfang des 20. Jahrhunderts, baugeschichtlich bedeutend, als Teil des einstigen Klotzsche-Königswald auch stadtentwicklungsgeschichtlich von Belang. | 09218053 |
|                                         | Villa mit Einfriedung | Selliner Straße 11 (Karte)                   | 1908 (Villa)                                                                                              | versachlichter Bau der Architektur vom Anfang des 20. Jahrhunderts geprägt von klaren Formen, Putzfassade, Walmdach, vor allem baugeschichtlich bedeutend, als Teil des Ende des 19. Jahrhunderts begonnenen Ausbaus Klotzsches zum Kurort auch stadtentwicklungsgeschichtlich relevant. | 09218054 |
|                                         | Mietvilla mit Einfriedung                                                                                                   | Selliner Straße 12 (Karte)                   | 1905 (Mietvilla)                                                                                          | charakteristischer Villenbau von 1905 mit bereits vereinfachter historisierender Gestaltung und Jugendstilelementen, dominanter Turmaufbau, baugeschichtlich von Belang, darüber hinaus im Zusammenhang mit der Entstehung von Klotzsche-Königswald stadtentwicklungsgeschichtlich bedeutend. | 09218055 |
|                                         | Villa mit Garage, Garten und Einfriedung                                                                                    | Selliner Straße 16 (Karte)                   | 1913–1914 (Villa)                                                                                         | bemerkenswerter neoklassizistischer Bau mit bewegter Kubatur und reichem Fassadenschmuck sowie Innenausstattung aus der Entstehungszeit, baugeschichtlich und stadtentwicklungsgeschichtlich sowie künstlerisch bedeutend. | 09218056 |
|                                         | Villa mit Einfriedung | Selliner Straße 19 (Karte)                   | 1910 (Villa)                                                                                              | zeittypisches Beispiel der Reformstilarchitektur mit dominierendem Mansardwalmdach und äußerst sparsamen Dekor, durch Zusammenwirken mit den benachbarten Gebäuden besondere städtebauliche Situation im Kreuzungsbereich Goethestraße und Selliner Straße, baugeschichtlich bedeutend, als Teil des Ende des 19. Jahrhunderts begonnenen Ausbaus Klotzsches zum Kurort auch stadtentwicklungsgeschichtlich relevant. | 09218150 |
|                                         | Villa mit Einfriedung | Selliner Straße 20 (Karte)                   | 1910 (Villa)                                                                                              | Beispiel der Architektur um 1910 mit Reformstilelementen, vor allem baugeschichtlich bedeutend, als Teil des Ende des 19. Jahrhunderts begonnenen Ausbaus Klotzsches zum Kurort auch stadtentwicklungsgeschichtlich relevant. | 09218057 |
|                                         | Holzhaus | Stendaler Straße 1 (Karte)                   | 1925 (Wohnhaus)                                                                                           | markantes Beispiel für die Entwicklung der Vorfertigung von Holzwohnhäusern in Deutschland, baugeschichtlich bedeutend, zudem in seiner Form singulär. | 09218064 |
|                                         | Mietvilla mit Einfriedung                                                                                                   | Stendaler Straße 4 (Karte)                   | 1902 (Mietvilla)                                                                                          | repräsentativer Mietvillenbau um 1900 zwischen Historismus und Jugendstil, Putzfassade belebt von Zierfachwerkgiebeln und ornamentalem Schmuck sowie Gestaltungselementen vor allem des Jugendstils. Bau des lokal bekannten Architekten Wiekenberg, vor allem baugeschichtlich bedeutend, als Teil des Ende des 19. Jahrhunderts begonnenen Ausbaus Klotzsches zum Kurort auch stadtentwicklungsgeschichtlich relevant. | 09218065 |
|                                         | Villa mit Einfriedung | Stendaler Straße 7 (Karte)                   | 1904–1905 (Villa)                                                                                         | zeittypischer Villenbau mit Zierfachwerk, vielgestaltiger Dachlandschaft und Anbauten, malerisches Beispiel der versachlichten Architektur des so genannten Reformstils nach 1900, Teile der bauzeitlichen Ausstattung erhalten, baugeschichtlich bedeutend, als Teil des Ende des 19. Jahrhunderts begonnenen Ausbaus Klotzsches zum Kurort auch stadtentwicklungsgeschichtlich relevant. | 09219011 |
|                                         | Mietvilla mit Einfriedung                                                                                                   | Stendaler Straße 9 (Karte)                   | 1903 (Mietvilla)                                                                                          | Putzbau im Reformstil Anfang des 20. Jahrhunderts mit bewegter, malerischer Fassadengestaltung, Jugendstildekorationselemente wie geschweifte Giebel, Zierfachwerk und Fenstersprossung, baugeschichtlich bedeutend, als Teil des Ende des 19. Jahrhunderts begonnenen Ausbaus Klotzsches zum Kurort auch stadtentwicklungsgeschichtlich relevant. | 09218066 |
|                                         | Mietvilla mit Einfriedung                                                                                                   | Stendaler Straße 10 (Karte)                  | 1900 bezeichnet Wetterfahne (Mietvilla)                                                                   | repräsentativer Putzbau mit Reform- und Jugendstildekorationselementen, baugeschichtlich bedeutend, als Teil des Ende des 19. Jahrhunderts begonnenen Ausbaus Klotzsches zum Kurort auch stadtentwicklungsgeschichtlich relevant. | 09218067 |
|                                         | Villa mit Einfriedung | Stendaler Straße 11 (Karte)                  | um 1910 (Villa)                                                                                           | zeittypischer, repräsentativer Reformstilbau mit dominantem Mansarddach, Farbglasfenster, baugeschichtlich bedeutend, als Teil des Ende des 19. Jahrhunderts begonnenen Ausbaus Klotzsches zum Kurort auch stadtentwicklungsgeschichtlich relevant. | 09218069 |
|                                         | Mietvilla mit Teilen der Einfriedung                                                                                        | Stendaler Straße 15 (Karte)                  | um 1910 (Mietvilla)                                                                                       | Putzbau mit hohem Dach und schmucklosen Putzfassaden, Beispiel der Reformarchitektur aus dem Anfang des 20. Jahrhunderts, baugeschichtlich bedeutend, als Teil des einstigen Klotzsche-Königswald auch stadtentwicklungsgeschichtlich von Belang. | 09218068 |
|                                         | Villa mit Einfriedung | Stendaler Straße 16 (Karte)                  | 1902 (Villa)                                                                                              | charakteristischer Villenbau aus dem Anfang des 20. Jahrhunderts mit historisierenden Elementen, wie renaissancehaft wirkenden Fenstereinfassungen und Rundmedaillons mit Köpfen, teilweise bauzeitliche Innenausstattung erhalten, baugeschichtlich bedeutend, zudem im Zusammenhang mit Villenquartier Klotzsche-Königswald stadtentwicklungsgeschichtlich bedeutend. | 09218186 |
|                                         | Mietvilla | Stendaler Straße 17 (Karte)                  | 1912–1913, bezeichnet 1913 (Mietvilla)                                                                    | bauzeitlich erhaltenes Beispiel der versachlichten Architektur bzw. Reformarchitektur Anfang des 20. Jahrhunderts, mit für die Zeit typischem, fast schmucklosem Baukörper, der in einem hohen Dach kulminiert, auffällig die archaisch anmutenden Balkone an der Vorderfront, vor allem baugeschichtlich bedeutend, als Teil des einstigen Klotzsche-Königswald auch stadtentwicklungsgeschichtlich von Belang. | 09218070 |
|                                         | Villa Sturmfried | Stendaler Straße 18 (Karte)                  | bezeichnet 1902 (in Wetterfahne)                                                                          | Villa; repräsentativer Wohnbau um 1900 zwischen Historismus und Jugendstil, belebt von Dachreiter, Zierfachwerkgiebeln und ornamentalem Schmuck, Bau des bekannten Klotzscher Architekten Hacault, baugeschichtlich bedeutend, als Teil des Ende des 19. Jahrhunderts begonnenen Ausbaus Klotzsches zum Kurort auch stadtentwicklungsgeschichtlich relevant. | 09218071 |
|                                         | Villa mit Einfriedung in Ecklage                                                                                            | Stendaler Straße 19 (Karte)                  | 1911 (Villa)                                                                                              | charakteristischer Bau der versachlichten Architektur nach 1900 der Reformbaukunst, mit fast schmucklosem Baukörper, der in einem hohen, voluminösen Dach kulminiert, baugeschichtlich bedeutend, als Teil des Ende des 19. Jahrhunderts begonnenen Ausbaus Klotzsches zum Kurort auch stadtentwicklungsgeschichtlich relevant. | 09218072 |
|                                         | Mietvilla mit Remise und Einfriedung                                                                                        | Stendaler Straße 20 (Karte)                  | 1904 (Mietvilla)                                                                                          | zeittypischer, repräsentativer Mietvillenbau zwischen Historismus und Reformstil, geprägt von Ecktürmchen, Zierfachwerk und variierenden Erkern, baugeschichtlich bedeutend, als Teil des Ende des 19. Jahrhunderts begonnenen Ausbaus Klotzsches zum Kurort auch stadtentwicklungsgeschichtlich relevant. | 09218073 |
|                                         | St.-Marien-Krankenhaus | Stendaler Straße 24 (Karte)                  | 1911 (Villa)                                                                                              | Villa; heute als Krankenhausgebäude genutzt, charakteristischer Bau der versachlichten Architektur bzw. des Reformstils nach 1900 mit klaren und ausgewogenen Proportionen und vielgestaltiger Dachlandschaft, Verzicht auf Bauschmuck, baugeschichtlich von Bedeutung, als Teil von Klotzsche-Königswald auch stadtentwicklungsgeschichtlich bedeutend. | 09218074 |
|                                         | Villa | Stendaler Straße 26 (Karte)                  | 1914 (Villa)                                                                                              | heute als Krankenhausgebäude genutzt, typischer Bau der versachlichten Architektur bzw. des Reformstils nach 1900, auf Funktionalität bedachter schlichter, aber auch anspruchsvoll gestalteter Bau mit wenigen Gliederungselementen und sparsam eingesetztem, lediglich akzentuierendem Bauschmuck, bemerkenswert das formvollendete Dach, Anwesen baugeschichtlich und stadtentwicklungsgeschichtlich bedeutend. | 09218075 |
|                                         | Mietvilla mit Einfriedung                                                                                                   | Stralsunder Straße 1 (Karte)                 | 1901 (Mietvilla)                                                                                          | typische Stilvilla im Anfang des 20. Jahrhunderts nachklingenden Historismus mit Elementen der Deutschen Renaissance, dominiert von Giebel und Turmerker mit Zierfachwerk und buntverglastem Holzbalkon, vor allem baugeschichtlich und stadtentwicklungsgeschichtlich bedeutend, aber auch künstlerisch von Belang. | 09218077 |
|                                         | Wohnhaus mit Garten und Einfriedung                                                                                         | Tichystraße 4 (Karte)                        | 1927–1928 (Wohnhaus)                                                                                      | charakteristischer Bau der Zwanziger Jahre mit expressionistischen Gestaltungselementen, Putzfassade mit teilweise verschieferten Giebeln und klinkerverkleideter Sockelzone, vor allem baugeschichtlich bedeutend. | 09218041 |
|                                         | Mietvilla mit Einfriedung                                                                                                   | Wolgaster Straße 2 (Karte)                   | 1898 (Mietvilla)                                                                                          | zeittypisch historisierender Bau mit Putzfassade und hohem Natursteinsockelgeschoss, straßenseitige Ansicht dominiert von hölzernen Loggien, baugeschichtlich bedeutend, als Teil des Ende des 19. Jahrhunderts begonnenen Ausbaus Klotzsches zum Kurort auch stadtentwicklungsgeschichtlich relevant. | 09218078 |
|                                         | Villa mit Einfriedung und Toreinfahrt                                                                                       | Wolgaster Straße 3 (Karte)                   | 1887 (Villa)                                                                                              | markanter spätklassizistischer Bau mit prächtigem Giebel und Loggia mit Säulenstellung, einer der ältesten und gestalterisch bemerkenswertesten Villenbauten Klotzsches, baugeschichtlich, künstlerisch und stadtentwicklungsgeschichtlich bedeutend. | 09218079 |
|                                         | Villa mit Toreinfahrt | Wolgaster Straße 3b (Karte)                  | 1899–1900 (Villa)                                                                                         | gestalterisch anspruchsvolles historisierendes Gebäude mit hervorgehobenem Eingangsbereich und Zierfachwerk, zudem im Innern noch Ausstattungselemente aus der Entstehungszeit, baugeschichtlich bedeutend, als Teil des Ende des 19. Jahrhunderts begonnenen Ausbaus Klotzsches zum Kurort auch stadtentwicklungsgeschichtlich relevant. | 09218163 |
|                                         | Villa mit Einfriedung | Wolgaster Straße 6 (Karte)                   | 1885–1886 (Villa)                                                                                         | charakteristisches historisierendes Wohngebäude des ausgehenden 19. Jahrhunderts, mit hölzernen Loggien im Landhausstil, dominiert von Mittelrisalit mit hohem, spitzem Giebel, als architektonisches Zeugnis seiner Zeit baugeschichtlich und innerhalb der einstigen Sommerfrische Klotzsche-Königswald stadtentwicklungsgeschichtlich bedeutend. | 09218080 |
|                                         | Gasthaus Zum goldenen Apfel; Hotel Goldener Apfel                                                                           | Wolgaster Straße 7; 7a (Karte)               | 1885–1886 (Hotel), 1888–1889 (Hinterhaus)                                                                 | Hotel bzw. Gast- und Logierhaus mit Hinterhaus; äußerst repräsentatives Gebäude und eines der ersten Hotels im damaligen Kurort Klotzsche, heute Wohnhaus, historistische schmuck- und abwechslungsreicher Fassadengestaltung, baugeschichtlich, ortsgeschichtlich und künstlerisch bedeutend. | 09218081 |
| Direkt Bild zu diesem Denkmal hochladen | Doppelwohn- und Geschäftshaus (Wolgaster Straße 8 und Königsbrücker Landstraße 66b) in Ecklage und offener Bebauung         | Wolgaster Straße 8 (Karte)                   | um 1910 (Wohn- und Geschäftshaus)                                                                         | zeittypischer Reformstilbau, dominiert von hohem Mansardwalmdach, Lage durch breite verbrochene Ecke in repräsentativer Gestaltung betont, Putzfassade mit sparsamen Dekor, baugeschichtlich bedeutend, als Teil des Ende des 19. Jahrhunderts begonnenen Ausbaus Klotzsches zum Kurort auch stadtentwicklungsgeschichtlich relevant. | 09218082 |
| Weitere Bilder                          | Luftkriegsschule Klotzsche (ehem.)                                                                                          | Zum Kraftwerk 3 (Karte)                      | 1935–1937 (Kaserne)                                                                                       | Wirtschaftsgebäude für zwei Betriebskompanien (ehem.); traditionell gestalteter Bau, als Teil der ehemaligen Luftkriegsschule in Klotzsche militärhistorisch und als exemplarisches Beispiel für die Architekturentwicklung seiner Zeit baugeschichtlich bedeutend (siehe Zur Wetterwarte 1; 2) | 09218130 |
| Weitere Bilder                          | Luftkriegsschule Klotzsche (ehem.)                                                                                          | Zum Windkanal 14 (Karte)                     | 1935–1937 (Kaserne)                                                                                       | Schwimm- und Turnhalle (ehem.); traditionell gestalteter Bau, als Teil der ehemaligen Luftkriegsschule in Klotzsche militärhistorisch und als exemplarisches Beispiel für die Architekturentwicklung seiner Zeit baugeschichtlich bedeutend (siehe Zur Wetterwarte 1; 2). | 09218136 |
|                                         | Villa mit Remise, Garten und Einfriedung                                                                                    | Zur Neuen Brücke 3 (Karte)                   | 1886 (Villa), um 1900 (Hinterhaus)                                                                        | repräsentativer Villenbau mit historisierender Natursteingliederung und markantem Eckturm, Nebengebäude geprägt von Jugendstilfachwerk, baugeschichtlich und ortsgeschichtlich bedeutend, als Teil des Ende des 19. Jahrhunderts begonnenen Ausbaus Klotzsches zum Kurort auch stadtentwicklungsgeschichtlich relevant, zudem von personengeschichtlichen Bedeutung. | 09218084 |
|                                         | Hotel zum Bahnhof (ehem.)                                                                                                   | Zur Neuen Brücke 4 (Karte)                   | 1884–1885 (Hotel), 1887–1888 (Ballsaal)                                                                   | Hotel, Kursaal und Quosdorf-Gedenkstein; repräsentative Anlage, ehemaliges Hotelgebäude geprägt von übergiebeltem Mittelrisalit mit aufwendigem Portal, zeittypischer Historismus mit Anklängen an den Schweizerhausstil, Kursaalbau mit durchgehender Fachwerkkonstruktion und bemerkenswerter Ausstattung, Anlage baugeschichtlich, künstlerisch, stadtentwicklungsgeschichtlich und ortsgeschichtlich von Bedeutung, zudem mit dem Gedenkstein auch personengeschichtlich relevant. | 09218086 |
| Weitere Bilder                          | Bahnhof Dresden-Klotzsche                                                                                                   | Zur Neuen Brücke 4a (Karte)                  | um 1875 (Empfangsgebäude)                                                                                 | Zwei Empfangsgebäude und Güterabfertigung; Anlage der Gründerzeit mit gestalterisch hervorgehobenem Erweiterungsbau im Landhaus- und Jugendstil, letzterer belebt durch Zierfachwerk, Giebelfelder, Säulenportal und Fledermausgaupen, baugeschichtlich, ortsgeschichtlich und verkehrsgeschichtlich bedeutend. | 09218085 |
|                                         | Villa mit Einfriedung | Zur Neuen Brücke 5 (Karte)                   | 1892 (Villa)                                                                                              | historisierender Villenbau mit Klinkerfassade und dominierendem Mittelrisalit, baugeschichtlich bedeutend, als Teil des Ende des 19. Jahrhunderts begonnenen Ausbaus Klotzsches zum Kurort auch stadtentwicklungsgeschichtlich relevant. | 09218087 |
|                                         | Villa mit Einfriedung und Gartenplastik                                                                                     | Zur Neuen Brücke 6 (Karte)                   | 1896–1897 (Villa)                                                                                         | beeindruckende historisierende Stilvilla des ausgehenden 19. Jahrhunderts, in Anlehnung an die Deutsche Renaissance gehalten, dominiert von Eingangsturm und Schmuckgiebeln mit Zierfachwerk, baugeschichtlich und stadtentwicklungsgeschichtlich bedeutend. | 09218088 |
|                                         | Jugendstilfenster | Zur Neuen Brücke 7 (Karte)                   | um 1900 (Fenster)                                                                                         | mit den charakteristischen geometrischen Formen der Spätphase, künstlerisch und kunsthistorisch bedeutend. | 09218089 |
|                                         | Villa mit Einfriedung | Zur Neuen Brücke 8 (Karte)                   | 1887 (Villa)                                                                                              | zeittypischer Villenbau, Heimatstilelemente, Putzfassade mit historisierender Natursteingliederung, Ansicht geprägt von Schwebgiebel, Gebäude baugeschichtlich und stadtentwicklungsgeschichtlich von Bedeutung. | 09218090 |
|                                         | Mietvilla mit Einfriedung in Ecklage                                                                                        | Zur Neuen Brücke 10 (Karte)                  | 1894 (Mietvilla)                                                                                          | historisierende Stilvilla des ausgehenden 19. Jahrhunderts, in Anlehnung an Renaissance und Barock gehalten, dominiert von Eckturm, weitgehend bauzeitlich erhalten, baugeschichtlich und stadtentwicklungsgeschichtlich bedeutend. | 09218091 |
| Weitere Bilder                          | Luftkriegsschule Klotzsche (ehem.) Wirtschaftsgebäude für Betriebskompanien (ehem.)                                         | Zur Wetterwarte (Karte)                      | um 1938 (Kaserne)                                                                                         | traditionell gestalteter Komplex, Schauseite durch Pfeilervorhallen und einen Turmaufbau hervorgehoben, als Teil der ehemaligen Luftkriegsschule in Klotzsche militärhistorisch und als exemplarisches Beispiel für die Architekturentwicklung seiner Zeit baugeschichtlich bedeutend (siehe Zur Wetterwarte 1; 2). | 09218131 |
| Weitere Bilder                          | Luftkriegsschule Klotzsche (ehem.)                                                                                          | Zur Wetterwarte 1; 2 (Karte)                 | 1935–1937 (Wache)                                                                                         | Wachgebäude (ehem.); traditionell gestalteter Bau, als Teil der ehemaligen Luftkriegsschule in Klotzsche militärhistorisch und als exemplarisches Beispiel für die Architekturentwicklung seiner Zeit baugeschichtlich bedeutend, siehe auch Zur Wetterwarte 3; 4; 7; 11; 25; 27; 34; 37; 50; 60; 62; 64; Hugo-Junkers-Ring 1; 3; 4; 5; 7; 9; 11; Königsbrücker Landstraße 161; Zum Kraftwerk 3; Zum Windkanal 14 sowie Weixdorf, Zur Wetterwarte – Offiziersmesse (ehem.) (ID-Nr. 09283955). | 09218119 |
| Weitere Bilder                          | Luftkriegsschule Klotzsche (ehem.)                                                                                          | Zur Wetterwarte 3 (Karte)                    | 1935–1937 (Kaserne)                                                                                       | Wohnhaus des Kommandanten (ehem.); traditionell gestalteter Bau, als Teil der ehemaligen Luftkriegsschule in Klotzsche militärhistorisch und als exemplarisches Beispiel für die Architekturentwicklung seiner Zeit baugeschichtlich bedeutend (siehe Zur Wetterwarte 1; 2). | 09218137 |
| Weitere Bilder                          | Luftkriegsschule Klotzsche (ehem.)                                                                                          | Zur Wetterwarte 4 (Karte)                    | 1935–1937 (Kaserne)                                                                                       | Lehr- bzw. Unterkunftsgebäude (ehem.); traditionell gestalteter Bau, als Teil der ehemaligen Luftkriegsschule in Klotzsche militärhistorisch und als exemplarisches Beispiel für die Architekturentwicklung seiner Zeit baugeschichtlich bedeutend (siehe Zur Wetterwarte 1; 2). | 09218121 |
| Weitere Bilder                          | Luftkriegsschule Klotzsche (ehem.); Landesamt für Archäologie                                                               | Zur Wetterwarte 7 (Karte)                    | 1935–1937 (Kaserne)                                                                                       | Lehrgebäude (ehem.); traditionell gestalteter Bau, als Teil der ehemaligen Luftkriegsschule in Klotzsche militärhistorisch und als exemplarisches Beispiel für die Architekturentwicklung seiner Zeit baugeschichtlich bedeutend (siehe Zur Wetterwarte 1; 2). | 09218120 |
| Weitere Bilder                          | Luftkriegsschule Klotzsche (ehem.); Sächsisches Landesamt für Umwelt und Geologie                                           | Zur Wetterwarte 11 (Karte)                   | 1935–1937 (Kaserne)                                                                                       | Kommandantur(ehem.); traditionell gestalteter Bau, als Teil der ehemaligen Luftkriegsschule in Klotzsche militärhistorisch und als exemplarisches Beispiel für die Architekturentwicklung seiner Zeit baugeschichtlich bedeutend (siehe Zur Wetterwarte 1; 2). | 09218125 |
| Weitere Bilder                          | Luftkriegsschule Klotzsche (ehem.)                                                                                          | Zur Wetterwarte 25; 29 (Karte)               | 1935–1937 (Kaserne)                                                                                       | Unterkunftsgebäude für Betriebskompanien (ehem.); traditionell gestalteter Bau, als Teil der ehemaligen Luftkriegsschule in Klotzsche militärhistorisch und als exemplarisches Beispiel für die Architekturentwicklung seiner Zeit baugeschichtlich bedeutend (siehe Zur Wetterwarte 1; 2). | 09218126 |
| Weitere Bilder                          | Luftkriegsschule Klotzsche (ehem.)                                                                                          | Zur Wetterwarte 27 (Karte)                   | 1935–1937 (Kaserne)                                                                                       | Unterkunftsgebäude für Betriebskompanien (ehem.); traditionell gestalteter Bau, als Teil der ehemaligen Luftkriegsschule in Klotzsche militärhistorisch und als exemplarisches Beispiel für die Architekturentwicklung seiner Zeit baugeschichtlich bedeutend (siehe Zur Wetterwarte 1; 2). | 09218127 |
| Weitere Bilder                          | Luftkriegsschule Klotzsche (ehem.); Gymnasium Klotzsche (Außenstelle)                                                       | Zur Wetterwarte 34 (Karte)                   | 1935–1937 (Kaserne)                                                                                       | Krankenrevier (ehem.); traditionell gestalteter Gebäudekomplex, als Teil der ehemaligen Luftkriegsschule in Klotzsche militärhistorisch und als exemplarisches Beispiel für die Architekturentwicklung seiner Zeit baugeschichtlich bedeutend (siehe Zur Wetterwarte 1; 2). | 09218122 |
| Weitere Bilder                          | Luftkriegsschule Klotzsche (ehem.)                                                                                          | Zur Wetterwarte 37 (Karte)                   | 1935–1937 (Feuerwache)                                                                                    | Feuerwache (ehem.); traditionell gestalteter Bau, als Teil der ehemaligen Luftkriegsschule in Klotzsche militärhistorisch und als exemplarisches Beispiel für die Architekturentwicklung seiner Zeit baugeschichtlich bedeutend (siehe Zur Wetterwarte 1; 2). | 09218140 |
| Weitere Bilder                          | Luftkriegsschule Klotzsche (ehem.)                                                                                          | Zur Wetterwarte 37 (Karte)                   | 1935–1937 (Kaserne)                                                                                       | Flugzeughalle bzw. Hangar (ehem.); als Teil der ehemaligen Luftkriegsschule in Klotzsche militärhistorisch und als markanter Zweckbau um 1935 exemplarisches Beispiel für die Architekturentwicklung seiner Zeit baugeschichtlich bedeutend (siehe Zur Wetterwarte 1; 2). | 09218145 |
| Weitere Bilder                          | Luftkriegsschule Klotzsche (ehem.)                                                                                          | Zur Wetterwarte 50 (Karte)                   | um 1938 (Kaserne)                                                                                         | Unterkunftsgebäude für Betriebskompanien (vermutlich, ehem.); traditionell gestalteter Bau, als Teil der ehemaligen Luftkriegsschule in Klotzsche militärhistorisch und als exemplarisches Beispiel für die Architekturentwicklung seiner Zeit baugeschichtlich bedeutend (siehe Zur Wetterwarte 1; 2). | 09218128 |
| Weitere Bilder                          | Luftkriegsschule Klotzsche (ehem.)                                                                                          | Zur Wetterwarte 60 (Karte)                   | 1935–1937 (Kaserne)                                                                                       | Unterkunftsgebäude für Betriebskompanien (vermutlich, ehem.); traditionell gestalteter Bau, als Teil der ehemaligen Luftkriegsschule in Klotzsche militärhistorisch und als exemplarisches Beispiel für die Architekturentwicklung seiner Zeit baugeschichtlich bedeutend (siehe Zur Wetterwarte 1; 2). | 09218129 |
| Weitere Bilder                          | Luftkriegsschule Klotzsche (ehem.)                                                                                          | Zur Wetterwarte 62 (Karte)                   | 1935–1937 (Kaserne)                                                                                       | Flugdienstgebäude (ehem.); traditionell gestalteter Bau, als Teil der ehemaligen Luftkriegsschule in Klotzsche militärhistorisch und als exemplarisches Beispiel für die Architekturentwicklung seiner Zeit baugeschichtlich bedeutend (siehe Zur Wetterwarte 1; 2). | 09218139 |
| Weitere Bilder                          | Luftkriegsschule Klotzsche (ehem.)                                                                                          | Zur Wetterwarte 64 (Karte)                   | 1935–1937 (Kaserne)                                                                                       | Befehlsstelle mit Tower (ehem.); als Teil der ehemaligen Luftkriegsschule in Klotzsche militärhistorisch bedeutend (siehe Zur Wetterwarte 1; 2). | 09218138 |

## Ehemalige Kulturdenkmale
| Bild           | Bezeichnung          | Lage                             | Datierung | Beschreibung | ID |
| -------------- | -------------------- | -------------------------------- | --------- | --- | -- |
|                | Wasserwerk Klotzsche | Königsbrücker Landstraße (Karte) | 1899      | Wasserwerk, ehemalige Stadtwerke Klotzsche, vom Ingenieur und Architekten Friedrich Salbach errichtet, nach 1945 stillgelegt, technische Ausstattung bis 2018 erhalten, danach abgerissen. |    |
| Weitere Bilder | Nesselgrund-Viadukt  | Nesselgrundweg (Karte)           | 1845      | Viadukt an der Bahnstrecke Görlitz–Dresden über den Nesselgrund, 2017 abgerissen und durch Neubau ersetzt.                                                                                 |    |

## Ausführliche Denkmaltexte
1. 1 2 3 4 5 6 7 8 9 10 11 12 13 14 15 16  
Denkmaltext

Das hier zu beurteilende Gebäude bildet einen in Klotzsche und wohl auch darüber hinaus variierten Typ eines zumeist zweigeschossigen, frei stehenden Villengebäudes mit Mittel- oder Seitentrakt einschließlich Fachwerkgiebel, mehreren Anbauten, ausgebautem Dach und an der Seite angeordnetem Eingang, die dem Gebäude eine malerische Wirkung geben. Die architektonische Gestaltung ist abhängig von der Entstehungszeit. Vor 1900 zeigt der beschriebene Typ zumeist noch Elemente des bis dahin vorherrschenden Historismus, hier insbesondere der deutschen Renaissance oder des so genannten »Altdeutschen Stils«, gekennzeichnet durch Erker, Schweifgiebel, mittelalterlich anmutenden Säulen usw., danach wird er für kurze Zeit von Jugendstildekor belebt. Abgesehen davon finden sich auch Beispiele für die Reformarchitektur aus dem Anfang des 20. Jahrhunderts. Gebäude dieser Architekturströmung beschränken sich zumeist auf große, ausgewogen und rein proportionierte Formen, die in hohen, malerisch bewegten Dächern kulminieren. Fachwerk findet sich an beinahe allen Häusern die vor oder nach 1900 entstanden sind, allerdings der jeweiligen Stilrichtung angepasst. Abgesehen vom Zeugniswert für den Villenbau um 1900 ist das Gebäude auch als weitestgehend ursprünglich erhaltener Wohnbau mit Formen und Gestaltungselementen vor allem des Historismus von baugeschichtlicher Bedeutung. Darüber hinaus hat sie mit ihrer dekorreichen Fassade, die das ästhetische Empfinden eines Betrachters in besonderem Maße anspricht, auch einen künstlerischen Wert (LfD/2015).
2. ↑  
Die Villa Alexander-Herzen-Straße 15 in Dresden, OT Klotzsche wurde 1902 von dem Architekten Edmund Hacault gebaut. Das Erscheinungsbild des zweigeschossigen Einfamilienhauses in Ecklage mit Souterrain und Mansarddach entspricht den architektonischen Tendenzen des um 1900 vorherrschenden Jugendstils. Aus dieser Tatsache ergibt sich auch die asymmetrische, bewegte Form des malerischen Baukörpers mit diversen Anbauten an drei Fronten. Gestalterisch wird er von einem Seitenrisalit mit Fachwerkgiebel und vorgelagertem Erker dominiert. An der Hauptfassade zur Alexander-Herzen-Straße erscheinen zudem dekorative Elemente des Jugendstils, wie die reizvolle figürliche Darstellung von Venus und Amor. Über den Fenstern des Erdgeschosses steht in »verschnörkelter« Schrift »Brünnhilde«.
3. ↑  
Denkmaltext

Das ausgesprochen repräsentative Gebäude Alexander-Herzen-Straße 27 liegt im einstigen Villenvorort Klotzsche-Königswald. Der zweigeschossige Bau mit übergiebeltem Risalit, erkerartigem Vorbau einschl. Austritt über der Dachtraufe und Walmdach ist etwa um 1905 entstanden. Sein zurückhaltender Fassadenschmuck konzentriert sich vor allem auf den hervorgehobenen Bauteilen: Risalit und Vorbau. Er besteht aus stilisierten Ornamenten, Bändern und einem mit Rauten verzierten Holzgeländer am Austritt. Der geschwungene Giebel des Risalits wird von einem Konsolfries und einem Ovalfenster belebt. Dieser zurückhaltende, aber bewusst angeordnete Fassadenschmuck war typisch für die versachlichte Architektur am Anfang des 20. Jahrhunderts. Ansonsten setzten Weinspaliere, Profile und die mit gesprossten Oberlichtern versehenen Fenster gestalterische Akzente. Die original erhaltene Grundstücks-Einfriedung bildet eine funktionellen und gestalterische Einheit mit der Villa.
Die Denkmaleigenschaft der Alexander-Herzen-Straße 27 ergibt sich einerseits aus dem baugeschichtlichen Wert (markantes bauliches Zeugnis der Architektur nach 1900) und der städtebaulichen/stadtentwicklungsgeschichtlichen Bedeutung im Zusammenhang mit dem einstigen Villenvorort Klotzsche-Königswald. Außerdem besitzt die Villa ohne Zweifel auch gestalterische Qualitäten. Aus den genannten Aspekten der Denkmalfähigkeit ergibt sich ein hoher kulturhistorischer Rang des hier dargestellten Objektes und somit seine Denkmalwürdigkeit und das öffentliche Erhaltungsinteresse (LfD/1997).
4. ↑  
Denkmaltext

Das Wohnstallhaus zeigt eine regionaltypische Fachwerkkonstruktion. Charakteristisch für ländliche Bauten des 18. und frühen 19. Jahrhunderts in Mitteldeutschland ist der Dachüberstand zur Hofseite. Die Sgraffitos an der Giebelseite erscheinen kunsthandwerklich von Belang. Sie erinnern an Firmenlogos und Inschriften die Hermann Glöckner vor allem in Radebeul geschaffen hat. Das Stallgebäude zeigt an den Giebelseiten gekoppelte Rundbogenfenster, ein typisches Motiv für ländliche Bauten aus dem zweiten und letzten Drittel des 19. Jahrhunderts. Die Scheune hat sich mit den Gliederungs- und Gestaltungselementen aus der Entstehungszeit erhalten. Auffällig erscheinen die gequaderten Ecken. Durch Abbrüche werden gerade derartige Scheunen immer seltener, wie das Beispiel eines vergleichbaren Scheunenbaues in Lockwitz zeigt. Hinzu kommt die Zugehörigkeit zum Dorfkern von Klotzsche, der neben Kaditz das am besten erhaltene Straßenangerdorf Dresdens bildet. Abgesehen davon führen insbesondere die erhaltenen Fachwerkhäuser (Altklotzsche 47, 51, 53, 57, 59 und 61) mit der malerischen Kirche und dem Spritzenhaus zu einer stadtentwicklungsgeschichtlichen Unverwechselbarkeit (LfD/2010).
5. ↑  
Denkmaltext

Das Einfamilienhaus am Boltenhagener Platz 5 wurde Anfang des 20. Jahrhunderts vom Baumeister Max Otto errichtet. Der schmucklose Bau zeigt ein hohes Mansarddach und verschiedene Anbauten. Der hohe, leicht geschweifte Giebel an der Straßenfront erscheint verkleinert an den Schmalseiten. Die Fronten werden von wenigen, aber wirkungsvoll akzentuierenden Schmuck- und Gliederungselementen belebt. Über einen seitlichen Zugang mit Treppe gelangt man in das Innere. Unmittelbar hinter dem Zugang befindet sich eine Hallendiele mit Farbglasfenstern über die alle anderen Räume erschlossen werden. Der von Otto errichtete Bau bildet ein typisches Beispiel für die Reformarchitektur aus dem Anfang des 20. Jahrhunderts. Gebäude dieser Architekturströmung wurden von ihren Schöpfern zumeist auf große, ausgewogen und rein proportionierte Formen, die in hohen, malerisch bewegten Dächern kulminieren beschränkt. Gelegentlich wurden sie noch mit wenigem, akzentuierendem Schmuck belebt. Die Denkmaleigenschaft des hier zu beurteilende Objektes ergibt sich somit aus dem Zeugniswert für den beschriebenen Baustil (LfD/2012).
6. ↑  
Denkmaltext

Die Mietvilla Boltenhagener Straße 20 wurde 1909–1911 nach dem Entwurf des Architekten Fritz Müller errichtet. Die Ausführung lag in den Händen des Baumeisters Wilhelm Kreutze, der mit seiner Frau und später mit seinem Berufskollegen Köhler ein Baubüro in Klotzsche betrieb. Der schmucklose Bau zeigt ein hohes bewegtes Dach und verschiedene Anbauten, insbesondere einen in die Baumasse integrierten Turm. An der Schmalseite trägt ein Giebel zur Belebung bei. Die Fronten werden von wenigen, aber wirkungsvoll akzentuierenden Gliederungselementen wie Brüstungsspiegeln belebt. Der unmittelbar an der Ecke befindliche Anbau war ursprünglich wohl eine offene zweigeschossige Veranda aus Holz, die später massiv ersetzt wurde.
Der von Müller und Kreutze errichtete Bau bildet ein typisches Beispiel für die Reformarchitektur aus dem Anfang des 20. Jahrhunderts. Gebäude dieser Architekturströmung wurden von ihren Schöpfern zumeist auf große, ausgewogen und rein proportionierte Formen, die in hohen, malerisch bewegten Dächern kulminieren beschränkt. Gelegentlich wurden sie noch mit wenigen, akzentuierenden Schmuck- und Gliederelementen belebt. Die Denkmaleigenschaft des hier zu beurteilende Objektes ergibt sich somit aus dem Zeugniswert für den beschriebenen Baustil (LfD/2012).
7. ↑  
Denkmaltext

Die gesamte Anlage an Boltenhagener- und Flughafenstraße besteht aus einer Häuserzeile über zickzack- förmigem Grundriss und einem gegenüberliegenden Ensemble aus einer Dreierhausgruppe an der Ecke und drei Einzelhäusern, verbunden durch eine Mauer- und Pergolaarchitektur. Es handelt sich um charakteristische, traditionell gestaltete Wohnbauten der 1930er Jahre, belebt durch hervorgehobene Treppenhäuser, Klappläden, Fledermausgaupen, zurückhaltende Ornamentik usw. Die Flughafenstraße 77 zeigt zudem zwei Plastiken von Jungen der HJ. Der Komplex ist baugeschichtlich bedeutend. Zu ihm gehören die Boltenhagener Straße 82/84, 86/86a, 88 und 90 sowie die Flughafenstraße 75, 77 und 90/92/94 (LfD/2015).
8. ↑  
Denkmaltext

Die Mietvilla Darwinstraße 2 wurde um 1910 errichtet. Der Entwurfsverfasser und der Ausführende sind unbekannt. Der schmucklose Bau zeigt ein hohes bewegtes Dach und verschiedene Anbauten, insbesondere einen Eckturm mit spitzer Haube. Die Fronten werden von wenigem, aber wirkungsvoll akzentuierendem Dekor, wie stilisierter floraler Ornamentik sowie vertikalen Elementen belebt. Der schlichte und zugleich noble Bau bildet ein typisches Beispiel für die Reformarchitektur aus dem Anfang des 20. Jahrhunderts. Gebäude dieser Architekturströmung wurden von ihren Schöpfern zumeist auf große, ausgewogen und rein proportionierte Formen, die in hohen, malerisch bewegten Dächern kulminieren beschränkt. Gelegentlich wurden sie noch mit wenigen, akzentuierenden Schmuck- und Gliederelementen belebt. Die Denkmaleigenschaft des hier zu beurteilende Objektes ergibt sich somit aus dem Zeugniswert für den beschriebenen Baustil (LfD/2012).
9. ↑  
Denkmaltext

Das Einfamilienhaus Darwinstraße 14 wurde um 1910 errichtet. Der Entwurfsverfasser und der Ausführende sind unbekannt. Der schmucklose Bau zeigt ein hohes Mansarddach und verschiedene Anbauten. Der hohe Giebel an der Straßenfront wird als Krüppelwalmgiebel an der Nordwestseite wiederholt. Hinter diesem verbirgt sich eine Hallendiele. Über einen seitlichen Zugang mit Überdachung und Treppe gelangt man in das Innere. Der trotz seiner Schlichtheit repräsentativ wirkende Bau bildet ein typisches Beispiel für die Reformarchitektur aus dem Anfang des 20. Jahrhunderts. Gebäude dieser Architekturströmung wurden von ihren Schöpfern zumeist auf große, ausgewogen und rein proportionierte Formen, die in hohen, malerisch bewegten Dächern kulminieren beschränkt. Gelegentlich wurden sie noch mit wenigen, akzentuierenden Schmuck- und Gliederungselementen belebt. Die Denkmaleigenschaft des hier zu beurteilende Objektes ergibt sich aus dem Zeugniswert für den beschriebenen Baustil (LfD/2012).
10. ↑  
Denkmaltext

Im Zuge des Flughafenbaus auf Klotzscher Flur ab 1934 mussten die bis dahin für die Wasserversorgung des Ortes zuständigen Hochbehälter abgebrochen werden. Als Ersatz wurde 1935 von der Sächsischen Flughafen-Betriebsgesellschaft mbH ein 35 Meter hoher Wasserturm errichtet. Der Entwurf der ca. 35 m hohen, mit Ziegeln ausgefachten Stahlbetonfachwerkkonstruktion geht auf den Architekten Kurt Otto zurück, für die Bauausführung zeichnete die Dresdner Dependance der Firma Dyckerhoff & Widmann verantwortlich. Charakterisiert wird der monumentale, quadratische Turm von einem unterhalb der Traufe hinter Stützen zurückspringendem Galeriegeschoss und dem großen Zeltdach. In die Gestaltung des zunächst unter rein ingenieurtechnisch-konstruktiven Gesichtspunkten geplanten Turmes wurde auch der Landesverein Sächsischer Heimatschutz einbezogen.
Seit den 1960er Jahren benötigte man den ursprünglich 1000 m³ fassenden Wasserbehälter nicht mehr für die Wasserversorgung, bis 1987 von der Stadtverwaltung genutzt, der Turm diente u. a. als Feuerwachstützpunkt. Mit der Privatisierung folgten 2003/04 die Sanierung und der Umbau zu Wohnzwecken. Dazu wurden in dem vorher fensterlosen Bereich des Wasserbehälters weitere, regelmäßig angeordnete Fensteröffnungen eingefügt und auf insgesamt achteinhalb Geschossen Wohnraum geschaffen. Die beiden mittleren Fenster sind dabei jeweils bodentief erweitert und mit einem Balkon versehen. Im Zuge der Sanierung wurde das ehemals an der Südwestfassade angebrachte Sandsteinrelief, das eine wasserschöpfende nackte Frau zeigt, bauungebunden vor dem Wasserturm aufgestellt. Der Wasserturm ist Zeugnis der Wasserversorgung in Klotzsche und aus diesem Grund von orts- und technikgeschichtlicher Bedeutung. In seiner klaren, markanten Formensprache der 1930er Jahre besitzt er Seltenheitswert in Sachsen und ist baugeschichtlich bedeutend (LfD/2017).
11. ↑  
Denkmaltext

Die gesamte Anlage an Boltenhagener- und Flughafenstraße besteht aus einer Häuserzeile über zickzack-förmigem Grundriss und einem gegenüberliegenden Ensemble aus einer Dreierhausgruppe an der Ecke und drei Einzelhäusern, verbunden durch eine Mauer- und Pergolaarchitektur. Es handelt sich um charakteristische, traditionell gestaltete Wohnbauten der 1930er Jahre, belebt durch hervorgehobene Treppenhäuser, Klappläden, Fledermausgaupen, zurückhaltende Ornamentik usw. Die Flughafenstraße 77 zeigt zudem zwei Plastiken von Jungen der HJ. Der Komplex ist baugeschichtlich bedeutend. Zu ihm gehören die Boltenhagener Straße 82/84, 86/86a, 88 und 90 sowie die Flughafenstraße 75, 77 und 90/92/94 (LfD/2015).
12. ↑  
Die Villa Goethestraße 6 in Dresden, OT Klotzsche wurde 1901–1902 von dem im Ort ansässigen Baumeister Oskar Gänzel erbaut. Das Erscheinungsbild des zweigeschossigen verputzten Einfamilienhauses mit hohem, bewegtem Dach dokumentiert den kurz vor und nach 1900 auch in der Architektur vorherrschenden Jugendstil. Im Gegensatz zum 1903 entstandenen Haus Westendstraße 21 in Dresden, OT Plauen, einem Paradebeispiel für diese Architekturrichtung, wo fast der gesamte Bau runde, organische Formen aufweist, handelt es bei dem hier zu beurteilenden Objekt um eine auch vor 1900 üblichen traditionellen Geschossbau, dem der Jugendstildekor aufgetragen wurde. Gestalterisch wird er von einem Seitentrakt mit Fachwerkgiebel und vorgelagertem Erker dominiert. An der Hauptfassade zur Goethestraße erscheint zudem ein Wandbereich mit stiltypischer bewegter, vor allem floraler Ornamentik mit der auf einem Band applizierten Inschrift »Ingeborg«.
13. ↑  
Harzer-Villa mit Pförtnerhäuschen, Garage, Gartengestaltung und Einfriedung, für Unternehmer Max Bruno Harzer erbaut, später Erdgeschoss vermietet und 1938 als Kirchenraum geweiht, 1943 enteignet, 1946 Übernahme durch das Land Sachsen, seit den 1970er Jahren bis 1989 als Internat des Datenverarbeitungszentrums von Dresden, danach leerstehend, 2007–2008 Umbau zum Wohnhaus.
14. ↑  
Denkmaltext

Die Goethestraße 2  in Dresden, OT Klotzsche ist um 1910 erbaut worden. Der eingeschossige Bau mit hohem Mansardgiebeldach steht mit dem vorderen Giebel zur Straße. Über die nördliche Längsseite gelangt man in die mit drei abgetreppten Fenstern nach außen betonte Hallendiele des Einfamilienhauses. Darüber erhebt sich ein kleinerer Giebel mit gerahmtem Ovalfenster. Südlich erscheint ein Anbau mit großzügigen Fensteröffnungen und Austritt. Den einzigen Schmuck bilden traufbegleitende Profile an den Giebelseiten und das bereits erwähnte Ovalfenster über dem Eingang. Abgesehen davon reduzieren sich die gestalterischen Mittel auf die Umrissformen der Giebel, die Fenster- und Türöffnungen und die Dachausbauten zur Gartenseite.
Bei dem hier zu beurteilenden Gebäude handelt es sich um ein charakteristisches Beispiel für die Reformarchitektur aus dem Anfang des 20. Jahrhunderts. Gebäude dieser Architekturströmung beschränken sich zumeist auf große, ausgewogen und rein proportionierte Formen, die in hohen, malerisch bewegten Dächern kulminieren. Schmuck wurde häufig nur akzentuierend verwendet. Als Zeugnis der beschriebenen Stilrichtung, die zugleich eine der vorherrschenden kurz nach 1900 war, ist die Goethestraße 26 baugeschichtlich bedeutend. Als Teil des markanten und noch zusammenhängend erlebbaren Villenvorortes Klotzsche-Königswald ist sie zudem stadtentwicklungsgeschichtlich von Belang (LfD/2011).
15. ↑  
Denkmaltext

Das Einfamilienhaus Goethestraße 27 wurde von 1912 durch den Baumeister Wilhelm Kreutze errichtet. Der schmucklose Bau zeigt ein hohes Mansarddach und verschiedene Anbauten. Der hohe Giebel an der Straßenfront erscheint verkleinert an der Nordseite. Über einen dort befindlichen, seitlichen Zugang mit Treppe gelangt man in das Innere. Unmittelbar hinter dem Zugang verbirgt sich eine Hallendiele, die wiederum alle anderen Räume des Hauses erschließt.
Der von Kreutze errichtete Bau bildet ein typisches Beispiel für die Reformarchitektur aus dem Anfang des 20. Jahrhunderts. Gebäude dieser Architekturströmung wurden von ihren Schöpfern zumeist auf große, ausgewogen und rein proportionierte Formen, die in hohen, malerisch bewegten Dächern kulminieren beschränkt. Gelegentlich wurden sie noch mit wenigen, akzentuierenden Schmuck- und Gliederungselementen belebt. Die Denkmaleigenschaft des hier zu beurteilende Objektes ergibt sich aus dem Zeugniswert für den beschriebenen Baustil (LfD/2012).
16. ↑  
Denkmaltext

Das Einfamilienhaus Goethestraße 29 in Dresden, OT Klotzsche wurde 1910 vom Architekten Werner Scheibe errichtet. Der schmucklose Bau zeigt ein hohes Mansarddach und verschiedene Anbauten. Über einen seitlichen überdachten Zugang mit Treppe gelangt man in das Innere. Unmittelbar hinter dem Zugang befindet sich eine Hallendiele mit Farbglasfenstern über die alle anderen Räume erschlossen werden. Der von Scheibe errichtete Bau bildet ein typisches Beispiel für die Reformarchitektur aus dem Anfang des 20. Jahrhunderts. Gebäude dieser Architekturströmung wurden von ihren Schöpfern zumeist auf große, ausgewogen und rein proportionierte Formen, die in hohen, malerisch bewegten Dächern kulminieren, beschränkt. Schmuck wurde häufig nur akzentuierend verwendet. Die Denkmaleigenschaft des hier zu beurteilende Objektes ergibt sich somit aus dem Zeugniswert für den beschriebenen Baustil (LfD/2012).
17. ↑  
Denkmaltext

Bei der Greifswalder Straße 8 in Dresden, OT Klotzsche handelt es sich um einen prägnanten Bau der 1920er Jahre. Er weist typische Details der modernen Architektur jener Zeit auf. Hierzu gehören der Zaun, putzbündige Fenster, erinnern an Arbeiten des berühmten Architekten Tessenow, eine eigenwillige Rampengestaltung und die aus mehreren Kuben zusammengesetzte Bauhülle. Wobei mit dem Walmdach wiederum ein traditionelles Gestaltungselement gewählt wurde. Aus dem Zeugniswert des zweigeschossigen Hauses für die Baukunst der 1920er Jahre resultiert seine baugeschichtliche Bedeutung.
Nach den historischen Adressbüchern, vor 1945 hatte das Anwesen noch die Adresse Parkstraße 8 und die Kat.-Nummer 187D, wurde sie 1928 für den Apotheker Ernst Halle errichtet und trug später den Namen Hygiea-Haus. Im Erdgeschoss war Halles Geschäft untergebracht (LfD/2018).
18. ↑  
Denkmaltext

Das Einfamilienhaus Kieler Straße 17 wurde von 1912–1913 durch den Baumeister Arthur Steffen errichtet. Der schmucklose Bau zeigt ein hohes Mansarddach und verschiedene Anbauten. Der hohe Giebel an der Straßenfront erscheint verkleinert an der Südseite. Über einen seitlichen Zugang mit Überdachung und Treppe gelangt man in das Innere. Der von Steffen errichtete Bau bildet ein typisches Beispiel für die Reformarchitektur aus dem Anfang des 20. Jahrhunderts. Gebäude dieser Architekturströmung wurden von ihren Schöpfern zumeist auf große, ausgewogen und rein proportionierte Formen, die in hohen, malerisch bewegten Dächern kulminieren beschränkt. Gelegentlich wurden sie noch mit wenigem, akzentuierendem Schmuck belebt. Die Denkmaleigenschaft des hier zu beurteilende Objektes ergibt sich aus dem Zeugniswert für den beschriebenen Baustil (LfD/2012).
19. ↑  
Denkmaltext

Die Mietvilla Kieler Straße 19 wurde 1911 durch den Klotzscher Baumeister Wilhelm Kreutze errichtet. Der fast schmucklose Bau zeigt ein hohes bewegtes Dach und verschiedene Anbauten, insbesondere einen straßenseitigen Standerker über segmentbogenförmigem Grundriss. Die Vorderfront wird von wenigen, aber wirkungsvoll akzentuierenden Dekorelementen, wie stilisierter floraler Ornamentik und einen Plattenfries, belebt.
Der schlichte und zugleich noble Bau bildet ein typisches Beispiel für die Reformarchitektur aus dem Anfang des 20. Jahrhunderts. Gebäude dieser Architekturströmung wurden von ihren Schöpfern zumeist auf große, ausgewogen und rein proportionierte Formen, die in hohen, malerisch bewegten Dächern kulminieren beschränkt. Gelegentlich wurden sie noch mit wenigen, akzentuierenden Schmuck- und Gliederelementen belebt. Die Denkmaleigenschaft des hier zu beurteilende Objektes ergibt sich somit aus dem Zeugniswert für den beschriebenen Baustil (LfD/2012).
20. ↑  
Denkmaltext

Die Mietvilla Kieler Straße 21 in Dresden, OT Klotzsche wurde 1911–1912 nach einem Entwurf des Architekten Werner Scheibe errichtet. Die Ausführung lag in den Händen des Baumeisters Wilhelm Kreutze. Der sachlich gestaltete Bau zeigt ein hohes bewegtes Dach und verschiedene Anbauten, wie zwei spiegelgleiche Altane zur Korolenkostraße und einen Standerker über segmentbogenförmigem Grundriss zur Kieler Straße. Die Fronten sind schmucklos und werden einzig und allein von Anbauten, Wandöffnungen und Balkonen belebt. Lediglich die gesprossten Oberlichter der Fenster wirken als dekorative Elemente.
Der schlichte und zugleich noble Bau bildet ein typisches Beispiel für die Reformarchitektur aus dem Anfang des 20. Jahrhunderts. Gebäude dieser Architekturströmung wurden von ihren Schöpfern zumeist auf große, ausgewogen und rein proportionierte Formen, die in hohen, malerisch bewegten Dächern kulminieren beschränkt. Gelegentlich belebten wenige, akzentuierende Schmuck- und Gliederelemente deren Fronten. Die Denkmaleigenschaft des hier zu beurteilende Objektes ergibt sich somit aus dem Zeugniswert für den beschriebenen Baustil (LfD/2012).
21. ↑  
Denkmaltext

Die Mietvilla Kieler Straße 33 in Dresden, OT Klotzsche wurde um 1912 errichtet. Der Entwurfsverfasser und der Ausführende sind nicht bekannt. Das gestalterisch versachlichte Gebäude zeigt ein hohes Mansarddach und verschiedene Anbauten. Das hier zu beurteilende Objekt wird von einem übergiebelten, straßenseitigen Mittelrisalit dominiert. Hier konzentrieren sich die wenigen akzentuierenden Dekorelemente, wie verzierte Brüstungsspiegel, Lisenen, Vertikalbänder und Ovalfenster. Der schlichte und zugleich noble Bau bildet ein typisches Beispiel für die Reformarchitektur aus dem Anfang des 20. Jahrhunderts. Gebäude dieser Architekturströmung wurden von ihren Schöpfern zumeist auf große, ausgewogen und rein proportionierte Formen, die in hohen, malerisch bewegten Dächern kulminieren beschränkt. Gelegentlich belebten wenige, akzentuierende Schmuck- und Gliederelemente deren Fronten. Die Denkmaleigenschaft des hier zu beurteilende Objektes ergibt sich somit aus dem Zeugniswert für den beschriebenen Baustil (LfD/2012).
22. ↑   
Ehem. Landesschule mit Schulgebäude, sechs Internatsbauten, Festsaal, Turnhalle, Sportstadion und Verwaltungsgebäude, von Heinrich Tessenow und Oskar Kramer erbaut, als humanistisches Reformgymnasium einst eröffnet, nach 1933 zur Napola umfunktioniert, 1945–1992 von der Sowjetarmee genutzt, danach Rekonstruktion der Landesschule, seit 2001 Institut für Arbeit und Gesundheit der Deutschen Gesetzlichen Unfallversicherung.
23. ↑   
Bereits um 1650 Raststätte am Schänkhübel für Fuhrleute, 1835–1836 Gasthausgebäude errichtet, seit 1911 mit großem Saal und Herberge, ab 1912 auch mit „Heidepark-Kinotheater“ ausgestattet, 1945 Schließung von Gaststätte und Filmtheater durch sowjetische Militärbehörden, zeitweilig Offizierskasino, später erneut öffentliche Gaststätte, seit Abzug der Sowjetarmee leerstehend.
24. ↑  
Als Gasthaus „Carolaschlößchen“ erbaut, 1886–1888 zusammen mit Nachbarvilla „Elise“ zum Kur- und Ballhaus erweitert, Ende des 19. Jh. Mittelpunkt des Kurbades Königswald für Tanzveranstaltungen, Konzerte und Theateraufführungen, bis 1945 gesellschaftliches Zentrum Klotzsches, ab 1955 von der volkseigenen HO als Gaststätte bis in die 1980er Jahre bewirtschaftet, ab 1993 Sanierung, heute Hotel. Ballsaal (Nr. 75) des ehemaligen Kurhauses Klotzsche, 1949 geschlossen und seither als Lager bzw. Produktionshalle genutzt, später ausgebrannt und nur provisorisch wiederhergestellt.
25. ↑  
Denkmaltext

Die Mietvilla Korolenkostraße 5 in Dresden, OT Klotzsche wurde um 1910 errichtet. Der Entwurfsverfasser und der Ausführende sind nicht bekannt. Das gestalterisch versachlichte Gebäude zeigt ein hohes Mansarddach und verschiedene Anbauten. Die Fronten werden von wenigem, aber wirkungsvoll akzentuierendem Dekor, wie einem Hängeplattenfries, Brüstungsfeldern mit geometrischen Formen, Putzgliederungen und stilisierten floralen Ornamenten belebt. Der schlichte und zugleich noble Bau bildet ein typisches Beispiel für die Reformarchitektur aus dem Anfang des 20. Jahrhunderts. Gebäude dieser Architekturströmung wurden von ihren Schöpfern zumeist auf große, ausgewogen und rein proportionierte Formen, die in hohen, malerisch bewegten Dächern kulminieren beschränkt. Gelegentlich belebten wenige, akzentuierende Schmuck- und Gliederelemente deren Fronten. Die Denkmaleigenschaft des hier zu beurteilende Objektes ergibt sich somit aus dem Zeugniswert für den beschriebenen Baustil (LfD/2012).
26. ↑  
Gasthaus „Deutsche Eiche“ in altdeutschem Stil, 1903–1904 Endstation der Dresdner Haide-Bahn, 1942 Übernahme durch Gastwirt Camillo Kolitsch mit angeschlossener Fleischerei bis in die 1990er Jahre, 1998–1999 saniert, heute als italienisches Restaurant „Fellini“ geführt.
27. ↑  
Gasthaus „Alberthöhe“ ehemals mit Ballsaal und Hotel, Café mit Terrasse und Aussichtsturm, Restaurant und Tanzsäle, von Architekt Johann Wachs, in den 1930er Jahren modernisiert, nach 1945 Veranstaltungsort für Konzerte, Theater- und Opernaufführungen sowie Filmvorführungen, 1952 geschlossen, 1953–1998 Produktionsstätte von Dominosteinen der Süßwarenfabrik Herbert Wendler KG, 2009 Umbau zur Wohnanlage.
28. ↑  
Denkmaltext

Die Mietvilla Selliner Straße 5 in Dresden, OT Klotzsche wurde um 1905 durch den Architekten Max Otto errichtet. Der mit wenig Schmuck belebte Bau zeigt ein hohes Mansarddach mit Schopf und verschiedene Anbauten. Die hohe straßenseitige Giebelfront erscheint mit halbrunder Vorlage, belebt von Zierrat, und niedrigem Eckturm. Über einen seitlichen Zugang gelangt man in das Innere. Der von Otto errichtete Bau bildet ein typisches Beispiel für die Reformarchitektur aus dem Anfang des 20. Jahrhunderts. Gebäude dieser Architekturströmung wurden von ihren Schöpfern zumeist auf große, ausgewogen und rein proportionierte Formen, die in hohen, malerisch bewegten Dächern kulminieren beschränkt. Gelegentlich wurden sie noch mit wenigem, akzentuierendem Schmuck belebt. Die Denkmaleigenschaft des hier zu beurteilende Objektes ergibt sich aus dem Zeugniswert für den beschriebenen Baustil. Als Teil der einstigen Sommerfrische Klotzsche-Königswald ist es aber auch stadtentwicklungsgeschichtlich von Belang (LfD/2013).
29. ↑  
Denkmaltext

Die Mietvilla Selliner Straße 8 in Dresden, OT Klotzsche wurde 1911–1912 errichtet. Der mit wenig Schmuck belebte Bau zeigt ein hohes Mansarddach mit Schopf und verschiedene Anbauten. Die hohe straßenseitige Giebelfront erscheint mit Vorlage, belebt von Zierrat. Der Ortgang des Daches wird von einem umlaufenden gemusterten Fries belebt. Gestalterisch von Belang sind auch die beiden kleineren Giebel an der West- und Ostseite. Über einen seitlichen Zugang mit Treppe gelangt man in das Innere. Im Vorgarten hat sich noch ein kleiner Brunnen aus der Entstehungszeit erhalten.
Der für den Professor und Geheimen Hofrat Georg Lucas errichtete Bau bildet ein typisches Beispiel für die Reformarchitektur aus dem Anfang des 20. Jahrhunderts. Gebäude dieser Architekturströmung wurden von ihren Schöpfern zumeist auf große, ausgewogen und rein proportionierte Formen, die in hohen, malerisch bewegten Dächern kulminieren beschränkt. Gelegentlich wurden sie noch mit wenigem, akzentuierendem Schmuck belebt. Die Denkmaleigenschaft des hier zu beurteilende Objektes ergibt sich aus dem Zeugniswert für den beschriebenen Baustil. Als Teil der einstigen Sommerfrische Klotzsche-Königswald ist es aber auch stadtentwicklungsgeschichtlich von Belang (LfD/2013).
30. ↑  
Denkmaltext

Das eingeschossige Einfamilienhaus Selliner Straße 19 in Dresden, OT Klotzsche, gelegen an der Ecke zur Goethestraße, wurde 1910 nach einem Entwurf des Architekten Werner Scheibe errichtet. Die Ausführung lag in den Händen des Baumeisters Wilhelm Kreutze. Der schmucklose Bau zeigt ein hohes, bewegtes Dach und verschiedene Anbauten. Der markante Giebel an der Straßenfront erscheint etwas verkleinert auch an den Schmalseiten. Über einen Zugang mit Brüstung und Treppe gelangt man in das Innere, hier zuerst in die Hallendiele des Gebäudes. Die Gartenseite erscheint mit halbrundem, zweigeschossigen Vorbau am aufwendigsten. Er wird von einem Halbgeschoss mit geschweiftem Gesims bekrönt. Der nach Plänen von Schade errichtete Bau bildet ein typisches Beispiel für die Reformarchitektur aus dem Anfang des 20. Jahrhunderts. Gebäude dieser Architekturströmung wurden von ihren Schöpfern zumeist auf große, ausgewogen und rein proportionierte Formen, die in hohen, malerisch bewegten Dächern kulminieren beschränkt. Gelegentlich wurden sie noch mit wenigen, akzentuierenden Schmuck- und Gliederungselementen belebt. Die Denkmaleigenschaft des hier zu beurteilende Objektes ergibt sich aus dem Zeugniswert für den beschriebenen Baustil. Darüber hinaus ergibt sich durch das Zusammenwirken mit den benachbarten und gestalterisch vergleichbaren Gebäuden Goethestraße 26, 27 und 29 eine besondere städtebauliche Situation im Kreuzungsbereich Goethestraße und Selliner Straße (LfD/2012).
31. ↑  
Denkmaltext

Das eingeschossige Einfamilienhaus Stendaler Straße 11 in Dresden, OT Klotzsche wurde um 1910 durch den Architekten Max Otto errichtet. Der weitgehend schmucklose Bau zeigt ein hohes, bewegtes Dach und verschiedene Anbauten. Der markante Giebel an der Straßenfront erscheint etwas verkleinert auch an der Ostseite. Über einen seitlichen Zugang mit Treppe und Überdachung gelangt man in das Innere, hier zuerst in die Hallendiele des Gebäudes. Letztere wird durch drei längsrechteckige Farbglasfenster belichtet. Nach außen belebend wirken auch die Giebeltraufen mit ihrer reduzierten, aber zugleich ansprechenden Form. Der von Otto errichtete Bau bildet ein typisches Beispiel für die Reformarchitektur aus dem Anfang des 20. Jahrhunderts. Gebäude dieser Architekturströmung wurden von ihren Schöpfern zumeist auf große, ausgewogen und rein proportionierte Formen, die in hohen, malerisch bewegten Dächern kulminieren beschränkt. Gelegentlich wurden sie noch mit wenigen, akzentuierenden Schmuck- und Gliederungselementen belebt. Die Denkmaleigenschaft des hier zu beurteilende Objektes ergibt sich aus dem Zeugniswert für den beschriebenen Baustil (LfD/2012).
32. ↑  
Denkmaltext

Die Mietvilla Stendaler Straße 15 in Dresden, OT Klotzsche wurde um 1910 errichtet. Der schmucklose Bau zeigt ein hohes Mansarddach und verschiedene Anbauten. Über einen seitlichen Zugang mit Treppe gelangt man in das Innere. Der hoch aufragende Bau bildet ein typisches Beispiel für die Reformarchitektur aus dem Anfang des 20. Jahrhunderts. Gebäude dieser Architekturströmung wurden von ihren Schöpfern zumeist auf große, ausgewogen und rein proportionierte Formen, die in hohen, malerisch bewegten Dächern kulminieren beschränkt. Gelegentlich wurden sie noch mit wenigem, akzentuierendem Schmuck belebt. Die Denkmaleigenschaft des hier zu beurteilende Objektes ergibt sich aus dem Zeugniswert für den beschriebenen Baustil. Als Teil der einstigen Sommerfrische Klotzsche-Königswald ist es aber auch stadtentwicklungsgeschichtlich von Belang (D/2013).
33. ↑  
Denkmaltext

Die Mietvilla Stendaler Straße 17 in Dresden, OT Klotzsche wurde 1912–1913 durch den Baumeister Wilhelm Kreutze errichtet. Der fast schmucklose Bau zeigt ein hohes bewegtes Dach mit mehreren Giebeln. Die Fronten werden einzig und allein von den Wandöffnungen, den archaisch anmutenden Balkonen an der Straßenseite und den Fenstern mit gesprossten Oberlichtern belebt. Lediglich das ornamentierte Datierungsfeld an der Ostseite und die Konsolen unter den Balkonen sowie der Eingangsbedachung wirken als schmückende Elemente.
Der schlichte und zugleich noble Bau bildet ein typisches Beispiel für die Reformarchitektur aus dem Anfang des 20. Jahrhunderts. Gebäude dieser Architekturströmung wurden von ihren Schöpfern zumeist auf große, ausgewogen und rein proportionierte Formen, die in hohen, malerisch bewegten Dächern kulminieren beschränkt. Gelegentlich belebten wenige, akzentuierende Schmuck- und Gliederelemente deren Fronten.
Die Denkmaleigenschaft des hier zu beurteilende Objektes ergibt sich somit aus dem Zeugniswert für den beschriebenen Baustil. Als Teil der einstigen Sommerfrische Klotzsche-Königswald ist es aber auch stadtentwicklungsgeschichtlich von Belang (LfD/2012).
34. ↑  
Denkmaltext

Das eingeschossige Einfamilienhaus Stendaler Straße 19 in Dresden, OT Klotzsche wurde 1911 nach einem Entwurf des Architekten Werner Scheibe errichtet. Die Ausführung lag in den Händen des Baumeisters Wilhelm Kreutze. Der weitgehend schmucklose Bau zeigt ein hohes, bewegtes Dach und verschiedene Anbauten. Der markante Giebel an der Straßenfront erscheint auch zum Garten und etwas verkleinert und variiert an den Längsseiten. Über einen seitlichen Zugang mit Treppe und eleganter Terrasse gelangt man in das Innere, hier wohl zuerst in eine Hallendiele. Die um die Ecke reichende, vergleichsweise aufwendige Einfriedung bildet mit der Villa nicht nur eine funktionelle, sondern in diesem Fall auch eine sichtliche gestalterische Einheit. Die Front zur Stendaler Straße beleben drei Balkone mit ihren formvollendeten Geländern.
Der nach Plänen von Scheibe errichtete Bau bildet ein typisches Beispiel für die Reformarchitektur aus dem Anfang des 20. Jahrhunderts. Gebäude dieser Architekturströmung wurden von ihren Schöpfern zumeist auf große, ausgewogen und rein proportionierte Formen, die in hohen, malerisch bewegten Dächern kulminieren beschränkt. Gelegentlich wurden sie noch mit wenigen, akzentuierenden Schmuck- und Gliederungselementen belebt. Die Denkmaleigenschaft des hier zu beurteilende Objektes ergibt sich aus dem Zeugniswert für den beschriebenen Baustil (LfD/2012).
35. ↑  
Denkmaltext

Die Villa Stendaler Straße 24 in Dresden, OT Klotzsche wurde 1911 nach einem Entwurf des Architekten Werner Scheibe errichtet. Die Ausführung lag in den Händen des Baumeisters Wilhelm Kreutze. Der fast schmucklose Bau zeigt ein hohes, bewegtes Dach und verschiedene Anbauten, neben anderem zur Straße einen rund vorkragenden Turm und an der Rückseite einen markanten Giebel, dem eine überdachte Treppe vorgelagert ist. Über die Treppe mit Brüstung gelangt man in das Innere, hier zuerst in die Hallendiele des Gebäudes. Die hervortretenden Schmalseiten schwingen konvex aus. Die Wände werden durch Bänder und Vertiefungen gegliedert.
Der nach Plänen von Schade errichtete Bau bildet ein typisches Beispiel für die Reformarchitektur aus dem Anfang des 20. Jahrhunderts. Gebäude dieser Architekturströmung wurden von ihren Schöpfern zumeist auf große, ausgewogen und rein proportionierte Formen, die in hohen, malerisch bewegten Dächern kulminieren beschränkt. Gelegentlich wurden sie noch mit wenigen, akzentuierenden Schmuck- und Gliederungselementen belebt. Die Denkmaleigenschaft des hier zu beurteilende Objektes ergibt sich aus dem Zeugniswert für den beschriebenen Baustil. Als Teil der einstigen Sommerfrische Klotzsche-Königswald ist es aber auch stadtentwicklungsgeschichtlich von Belang (LfD/2012).

Ursprünglich Wohnhaus des Zigarettenfabrikanten Galm, 1945 zum St.-Marien-Krankenhaus umfunktioniert und von katholischen Ordensschwestern geleitet, ab 1969 Fachkrankenhaus für Psychiatrie, Psychotherapie und Neurologie, heute dem Caritasverband des Bistums Dresden-Meißen zugehörig.
36. ↑  
Denkmaltext

Die etwa um 1885 (1887) entstandene, spätklassizistische Villa Wolgaster Straße 3 liegt im einstigen Villenvorort Klotzsche-Königswal. Sie gehört zu den ältesten und gestalterisch bemerkenswertesten Villenbauten Klotzsches. Der zweigeschossige Baukörper mit Mansarddach wird durch straßenseitige Loggien mit Säulenarchitektur, ein schweres schmiedeeisernes Kunstgitter und einen Dacherker mit reichem Ziergiebel gestalterisch hervorgehoben. Die Schauseite ist streng axial gegliedert. Die Wände seitlich der Loggien zeigen eine bis ins Dach reichende Fensterachse. Die Gebäudekanten werden durch Quadersteine betont. Der eiserne Zaun bildet mit der Villa eine gestalterische und funktionelle Einheit.
Der Denkmalwert der Wolgaster Straße 3 ergibt sich aus der baugeschichtlichen Bedeutung (Zeugnis der historisierenden Architektur vor 1900), dem künstlerischen Wert (gestalterisch qualitätsvolle Villa) und dem städtebaulichen Wert im Zusammenhang mit dem Villenvorort Klotzsche-Königswal. Aus den genannten Aspekten der Denkmalfähigkeit resultiert ein hoher kulturhistorischer Rang des hier dargestellten Objektes und somit seine Denkmalwürdigkeit und das öffentliche Erhaltungsinteresse. Dabei fallen insbesondere die gestalterische Prägnanz und Qualität ins Gewicht (LfD 2015).
37. ↑  
Denkmaltext

Der Goldene Apfel Wolgaster Straße 7 in Dresden, OT Klotzsche ist 1885–1886 im Auftrag von Friedrich Wilhelm Ernst Helbig errichtet worden. Sein Antrag datiert auf den 8. September 1885. Nach den Grundrissen in der Bauakte urteilend, war das Gebäude von Anfang an Gästehaus mit mehreren Wohnungen. Sie waren mit Salon, Herrenzimmer, Wohnzimmer, Speizezimmer, Kammer und Küche ausgestattet. Die Entwürfe stammen von dem Dresdner Architekten G. Jaeneke. Sein Stempel findet sich auf den Zeichnungen. Die Ausführung lag in den Händen von Albert Hauptvogel. Im Bau-Revisions-Protokoll vom 19. Juli 1886 ist vermerkt, dass die Ingebrauchnahme zu gestatten sein wird. In den Jahren 1888 und 1889 kommen ein Waschhaus mit Geschirrkammer und daran ein Anbau aus Pferdestall sowie Remise hinzu. Im Antrag vom 27. April 1889 steht, dass der Eigentümer ein Pferdestall nebst Wagenremise für die bei ihm wohnenden Herrschaften an das bereits bestehende Waschhausgebäude anbauen will. Das Anwesen ist also spätestens seit diesem Jahr ein Gästehaus. Etwa gleichzeitig errichtet der Baumeister Gustav Winkler die seitliche Veranda. Im Jahr 1897 wird Louis Klemich Eigentümer. Sofort lässt er das rückwärtige Wirtschaftsgebäude (Wolgaster Straße 7a) aus Waschhaus, Stall und Remise umbauen, durch den in Klotzsche bekannten Architekten Edmund Hacault. Hacault hat für den neuen Eigentümer auch im Inneren des straßenseitigen Hauptgebäudes einige Veränderungen vorgenommen. Nach 1902 folgten weitere Umbauten an Haupthaus und Nebengebäude.
Das einstige Hotel Goldener Apfel ist ein gestalterisch bemerkenswertes Haus aus dem Ende des 19. Jahrhunderts. Dabei wird die Straßenfassade durch einen übergiebelten Mittelrisalit beton. Die seitliche hölzerne Veranda setzt einen weiteren Akzent. Der markante und weitestgehend ursprüngliche erhaltene Bau dokumentiert die Entwicklung der Architektur während seiner Entstehung, als der Historismus, ein Stil der zumeist aufwendige Gebäude, die sich mit ihrer Gestaltung an vorhergehenden Bauepochen orientierten, hervorbrachte. Abgesehen davon ist ihm mit seinen äußerst schmuckreicher Fassengestaltung auch ein künstlerischer Wert beizumessen. Außerdem dokumentiert das einstige Gästehaus/Hotel die Entstehung von Klotzsche, damals Klotzsche-Königswald, als Kurort und Sommerfrische (LfD/2016).

Villa Bürgerschänke mit Hintergebäude, an der Front mit vier Säulen des ehemaligen Café Reale auf der Brühlschen Terrasse, ursprünglich ein Hotel, ab 1888 Gast- und Logierhaus „Goldener Apfel“, später Mietshaus mit Gaststätte „Bürgerschänke“ in vorherigem Weinkeller, nach einstigem Besitzer Hans Bürger benannt, 2004 Schließung der Gaststätte und seither Wohnhaus.
38. ↑  
Als Kurbad „Sommerfrische Quosdorf“ einst im Schweizerstil mit Ballsaal, Kegelbahn, Billardsalon und Gästegarten errichtet, nach 1889 als Hotel genutzt, seit 1896 mit Gedenkstein für Landrat Friedrich August Quosdorf, dem Gründer des Ortsteils Klotzsche-Königswald, nach 1945 Schließung des Hotels und fortan als Lager der Konsumgenossenschaft genutzt, nach 1990 leerstehend, seit 2011 Umbau zum Wohnhaus.